# Campagna di Guadalcanal
La campagna di Guadalcanal, nota anche come battaglia di Guadalcanal, ebbe luogo tra il 7 agosto 1942 e il 9 febbraio 1943 nel teatro del Pacifico della seconda guerra mondiale tra gli Alleati sbarcati sull'isola di Guadalcanal, nelle Salomone meridionali, e l'Impero giapponese che all'inizio del luglio 1942 aveva cominciato a costruirvi sulla costa nord una pista aerea. Rappresenta la prima grande offensiva lanciata dagli Alleati contro il Giappone, che fino ad allora aveva mantenuto l'iniziativa bellica.
Il 7 agosto 1942 le forze alleate, principalmente composte da truppe statunitensi, sbarcarono sull'isola di Guadalcanal, su quella di Tulagi e su quella di Gavutu-Tanambogo per privare il Giappone di tali basi avanzate e conquistare l'aeroporto che avrebbe potuto minacciare, una volta completato, le rotte dei rifornimenti tra gli Stati Uniti, l'Australia e la Nuova Zelanda; messe in sicurezza, le isole sarebbero servite agli Alleati per supportare una campagna volta a neutralizzare o catturare le piazzeforti giapponesi nella Nuova Britannia, come Rabaul.
Sorpresi dall'offensiva i giapponesi effettuarono tra agosto e novembre numerosi tentativi di riprendere l'isola e la base aerea (denominata Henderson Field dagli statunitensi) che causarono tre battaglie terrestri, cinque battaglie navali e scontri aerei quasi quotidiani, una serie di combattimenti culminata nella decisiva battaglia navale di Guadalcanal a metà novembre, nella quale venne respinto l'ultimo grande sforzo giapponese di far sbarcare un numero sufficiente di truppe per ricatturare l'aeroporto. A dicembre il Giappone rinunciò alla riconquista dell'isola di Guadalcanal ed evacuò le forze restanti entro il 9 febbraio 1943, lasciando definitivamente l'isola in mano agli Alleati.
La campagna di Guadalcanal segnò la prima grande vittoria strategica degli Alleati sul Giappone e perciò venne spesso definita il punto di svolta della guerra: la campagna rappresentò per gli Alleati l'inizio della transizione dalle operazioni difensive a quelle offensive, mentre il Giappone venne costretto sempre più sulla difensiva. Dal successo a Guadalcanal gli Stati Uniti continuarono la campagna attraverso il Pacifico, che culminò con la sconfitta del Giappone e il termine della seconda guerra mondiale.

## Contesto strategico

Massima espansione giapponese nel Pacifico occidentale tra maggio e agosto 1942. Guadalcanal è situata nel quadrante in basso a destra della mappa.

Il 7 dicembre 1941 con un'azione a sorpresa il Giappone attaccò la flotta statunitense del Pacifico ancorata a Pearl Harbor, nelle Hawaii, affondando o mettendo fuori combattimento molte navi da battaglia. Liberato temporaneamente da tale minaccia, l'Impero nipponico puntava al controllo dei territori ricchi di risorse naturali del Sud-est asiatico e la costituzione di basi militari strategiche per la difesa della Sfera di prosperità comune comprendente il Pacifico occidentale e l'Asia. Secondo queste linee generali, il Giappone conquistò nell'arco di sei mesi la Birmania, le Filippine, la Malesia britannica e Singapore, le Indie orientali olandesi, le isole di Guam e Wake, le isole Gilbert, l'arcipelago di Bismarck, gran parte della Nuova Guinea e le più settentrionali delle isole Salomone: tali molteplici azioni militari fecero entrare in guerra il Giappone contro il Regno Unito, i dominion di Australia e Nuova Zelanda e il governo in esilio dei Paesi Bassi; nazioni che erano alleate degli Stati Uniti.
I due tentativi del Giappone di estendere il proprio perimetro difensivo verso il Pacifico del sud e centrale vennero però ostacolati dalle sconfitte sofferte nella battaglia del Mar dei Coralli nella prima decade del maggio 1942 e nella battaglia delle Midway (4-6 giugno): due vittorie strategiche che permisero agli Alleati di assumere l'iniziativa e lanciare un'offensiva nel Pacifico verso le Isole Salomone (protettorato del Regno Unito), in particolare contro quelle meridionali di Guadalcanal, Tulagi e Florida.
Gli strateghi alleati erano al corrente che la marina imperiale giapponese aveva occupato Tulagi nel maggio 1942 nel corso dello scontro del mar dei Coralli e vi aveva costruito una base. Le preoccupazioni aumentarono quando all'inizio del luglio 1942 la marina nipponica iniziò a costruire, nella vicina Guadalcanal, un aeroporto nella piana di Punta Lunga sulla costa settentrionale: a protezione dei lavori, condotti da 2 200 operai di origine coreana sotto la supervisione di specialisti di costruzioni, si trovavano 600 soldati; su Tulagi e i vicini isolotti di Gavutu e Tanambogo erano stanziati circa 900 uomini (in prevalenza fanti di marina). Una volta completate, queste basi avrebbero protetto Rabaul nella Nuova Britannia e minacciato le linee di comunicazioni alleate con l'Australia, oltre a dare al Giappone una testa di ponte da cui lanciare future offensive verso le isole Figi, la Nuova Caledonia e le isole Samoa; l'aeroporto, ove i comandi nipponici avevano pianificato di dispiegare quarantacinque caccia e sessanta bombardieri, avrebbe infine fornito la necessaria copertura aerea alle navi dirette verso il Pacifico meridionale.

## Pianificazione
I piani alleati per l'attacco alle Salomone meridionali furono concepiti dall'ammiraglio Ernest King, comandante in capo della flotta statunitense, che vedeva nell'operazione l'unico modo per strappare al Giappone posizioni pericolose per le linee di rifornimento tra gli Stati Uniti e l'Australia; inoltre ritenne possibile sfruttare questa campagna in congiunzione con quella della Nuova Guinea (dove le forze australiano-americane stavano combattendo sotto il comando del generale Douglas MacArthur) per catturare l'arcipelago di Bismarck ed eliminare la principale base giapponese a Rabaul. L'obiettivo finale sarebbe stato la riconquista delle Filippine. Il Joint Chiefs of Staff statunitense stabilì il teatro del Sud Pacifico il cui comando fu assunto il 19 giugno 1942 dal viceammiraglio Robert Ghormley. L'ammiraglio Chester Nimitz, a Pearl Harbor, venne nominato comandante in capo alleato dell'Area del Pacifico.

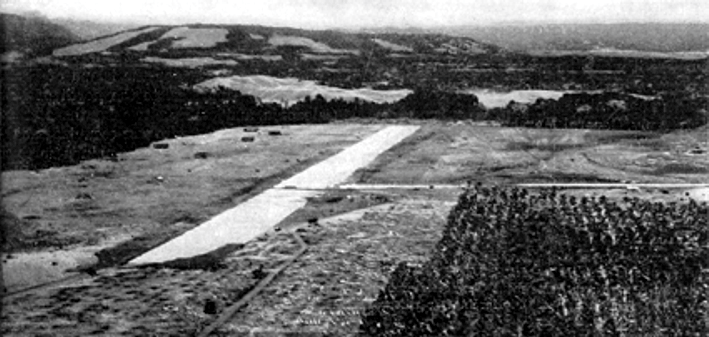
La base di Punta Lunga a Guadalcanal, in costruzione da parte di operai giapponesi e coreani nel luglio 1942

A maggio 1942, in preparazione alle future offensive nel Pacifico, il maggior generale Alexander Vandegrift del Corpo dei Marine ricevette l'ordine di spostare la 1ª Divisione marine dagli Stati Uniti alla Nuova Zelanda; altre forze terrestri e aeronavali vennero inviate per stabilire delle basi nelle isole Figi, Samoa, Nuova Caledonia e nelle Nuove Ebridi; di quest'ultimo arcipelago l'isola di Espiritu Santo venne scelta come quartier generale e base principale per l'offensiva, prevista per il 7 agosto 1942 e denominata in codice operazione Watchtower ("torre di guardia"). Inizialmente era stata pianificata l'occupazione di Tulagi e delle isole Santa Cruz ma, dopo che i ricognitori avevano individuato la base aerea in costruzione, la seconda operazione era stata annullata in favore di quella su Guadalcanal.
Per l'attacco 75 navi da guerra e da trasporto (tra cui vascelli americani e australiani) furono riunite presso le isole Figi il 26 luglio 1942, dove effettuarono le prove generali di sbarco prima di dirigersi verso Guadalcanal il 31 luglio. Il comandante in campo delle forze di spedizione alleate era il viceammiraglio americano Frank Fletcher imbarcato sulla portaerei USS Saratoga; al comando delle forze anfibie era il contrammiraglio Richmond Turner mentre il maggior generale Vandegrift era a capo dei circa 16 000 uomini (principalmente marine) coinvolti negli sbarchi.

## La campagna
(Appunto di un soldato giapponese sul proprio diario.)

### Gli sbarchi

Le rotte dei contingenti che gli Alleati sbarcarono mediante mezzi anfibi a Guadalcanal e Tulagi il 7 agosto 1942

Grazie al maltempo, la flotta d'invasione poté giungere la mattina del 7 agosto nei pressi di Guadalcanal senza essere individuata dai giapponesi. Le navi vennero suddivise in due gruppi: uno con il compito di assaltare Guadalcanal e l'altro l'isola di Tulagi, di Florida e le isole vicine. Le navi bombardarono le spiagge mentre i velivoli imbarcati sulla portaerei colpirono le posizioni giapponesi nell'entroterra, distruggendo inoltre quindici idrovolanti a Tulagi.
Tulagi e le due piccole isole vicine, Gavutu e Tanambogo, furono assaltate da 3 000 marines che cozzarono contro la strenua resistenza opposta dai reparti nipponici. Con qualche difficoltà, le truppe statunitensi misero in sicurezza tutte le tre isole: Tulagi l'8 agosto e Gavutu e Tanambogo il 9 con il quasi totale annientamento dei difensori, al prezzo di 122 perdite.
A differenza di Tulagi, Gavutu e Tanambogo, gli sbarchi a Guadalcanal furono incontrastati: alle 09:10 del 7 agosto, il generale Vandegrift e 11 000 soldati giunsero sulle spiagge dell'isola tra Punta Koli e Punta Lunga, attraverso la quale gli uomini avanzarono ostacolati solo dall'intricata foresta pluviale. Al calare della notte i soldati si fermarono a 1 chilometro circa dalla base aerea; il giorno successivo, 8 agosto, i marines avanzarono senza difficoltà di rilievo seguendo il fiume Lunga e mettendo in sicurezza l'aeroporto alle 16:00. Gli addetti alle costruzioni e le truppe giapponesi, al comando del capitano Kanae Monzen, sprovvisti di armi pesanti e in preda al panico per il bombardamento aeronavale che aveva provocato tredici morti, abbandonarono la base e fuggirono 5 chilometri a ovest verso il fiume Matanikau lasciandosi dietro viveri, rifornimenti, equipaggiamenti e veicoli.

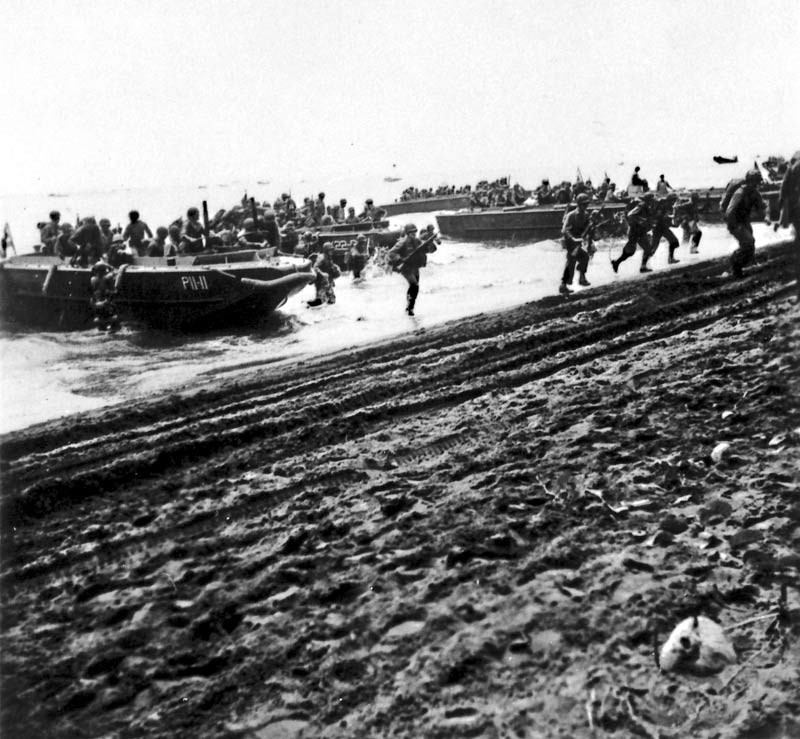
I marine sbarcano sulla spiaggia di Guadalcanal il 7 agosto 1942

Durante le operazioni di sbarco del 7 e 8 agosto, la 25ª Flottiglia aerea di stanza a Rabaul al comando del contrammiraglio Sadayoshi Yamada attaccò le forze anfibie, danneggiando gravemente il cacciatorpediniere USS Jarvis e la nave da trasporto George F. Elliot che in fiamme rimase a galla per due giorni, costituendo un pericoloso punto di riferimento.
Dopo questi scontri l'ammiraglio Fletcher, allarmato dalle perdite degli apparecchi imbarcati e preoccupato sia da ulteriori attacchi aerei giapponesi che dalla scarsità di carburante, si ritirò con la sua Task Force la sera dell'8 agosto. Senza copertura aerea, l'ammiraglio Turner maturò la decisione di ritirare le sue navi da Guadalcanal: tuttavia solo la metà dei rifornimenti e dell'equipaggiamento pesante era stato scaricato, cosicché Turner ordinò di trasportare più rifornimenti possibili a Guadalcanal e Tulagi nella notte dell'8 agosto e partire il giorno successivo.
Quella notte, mentre i trasporti venivano scaricati, due gruppi di navi da guerra alleate al comando del contrammiraglio britannico Victor Crutchley incrociarono attorno all'isola di Savo a nord-ovest della testa di ponte; vennero però sorpresi e sconfitti da sette incrociatori e un cacciatorpediniere dell'8ª Flotta giapponese del viceammiraglio Gun'ichi Mikawa, che accompagnavano sei trasporti carichi di truppe per riconquistare la pista di Guadalcanal. Un incrociatore australiano e tre americani vennero affondati e le altre navi, un incrociatore e due cacciatorpediniere, vennero danneggiate; la squadra nipponica rimase quasi indenne ma il viceammiraglio Mikawa, preoccupato dai possibili attacchi che la portaerei Saratoga avrebbe lanciato durante il giorno e ignaro che Fletcher si era ritirato, decise il ripiegamento senza tentare di attaccare gli ormai indifesi trasporti. La fulminea azione indusse però Turner a ritirare le superstiti forze navali la sera del 9 agosto, interrompendo lo scarico di armi, materiali e truppe; tuttavia la prematura ritirata nipponica si dimostrò in seguito cruciale per l'andamento della campagna: se i trasporti fossero stati affondati, probabilmente la forza da sbarco statunitense sarebbe stata annientata.

### Le prime operazioni

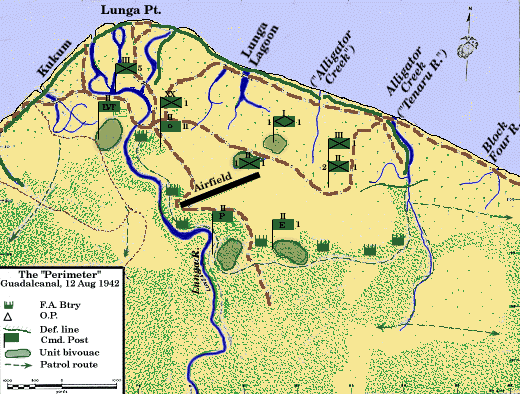
Le difese erette dagli statunitensi attorno alla pista aerea, 12 agosto 1942

Gli 11000 marine a Guadalcanal si concentrarono inizialmente nel formare un perimetro difensivo attorno a Punta Lunga e terminare la costruzione della base aerea con l'impiego dei mezzi catturati ai giapponesi; al contempo, nell'arco di quattro giorni di sforzi intensi, i rifornimenti vennero spostati dalle spiagge nell'entroterra. Il 12 agosto la pista fu battezzata Henderson Field, in onore dell'aviatore Lofton R. Henderson ucciso durante la battaglia delle Midway, e il 18 agosto divenne operativa. Inoltre si riuscì a scaricare dai trasporti una quantità di viveri per cinque giorni che, sommati a quelli abbandonati dai nipponici, fornirono quattordici giorni di scorte che furono razionate in due pasti al giorno: gli uomini furono però colpiti da una grave forma di dissenteria che fece ammalare quasi una persona su cinque. I giapponesi fuggiti a ovest, invece, si nutrirono principalmente di noci di cocco; coloro che erano rifluiti a est stabilirono un avamposto a Punta Taivu a circa 35 chilometri dal perimetro. L'8 agosto un cacciatorpediniere giapponese proveniente da Rabaul sbarcò 113 soldati alla foce del Matanikau.
La sera del 12 agosto una pattuglia americana, composta da venticinque membri dell'intelligence militare al comando del tenente colonnello Frank Goettge, sbarcò a ovest del perimetro tra Punta Cruz e il fiume Matanikau per effettuare una ricognizione e stabilire un contatto con alcuni giapponesi che si pensava volessero arrendersi: poco dopo lo sbarco però un plotone nipponico li attaccò immediatamente uccidendoli quasi tutti.
Il 19 agosto Vandegrift inviò tre compagnie del 5º Reggimento marine contro la concentrazione giapponese a ovest di Matanikau. La prima compagnia attaccò attraverso la foce del fiume; la seconda attraversò il fiume circa 1 chilometro nell'entroterra e attaccò le forze giapponesi nel villaggio Matanikau; la terza compagnia giunse con una barca più a ovest e attaccò il villaggio Kokumbuna. Dopo aver occupato brevemente i due villaggi, le tre compagnie tornarono al perimetro, dopo aver ucciso sessantacinque soldati giapponesi e aver subito quattro morti: chiamata anche "prima battaglia di Matanikau", fu la prima di una lunga serie di azioni attorno all'omonimo fiume intraprese durante la campagna.

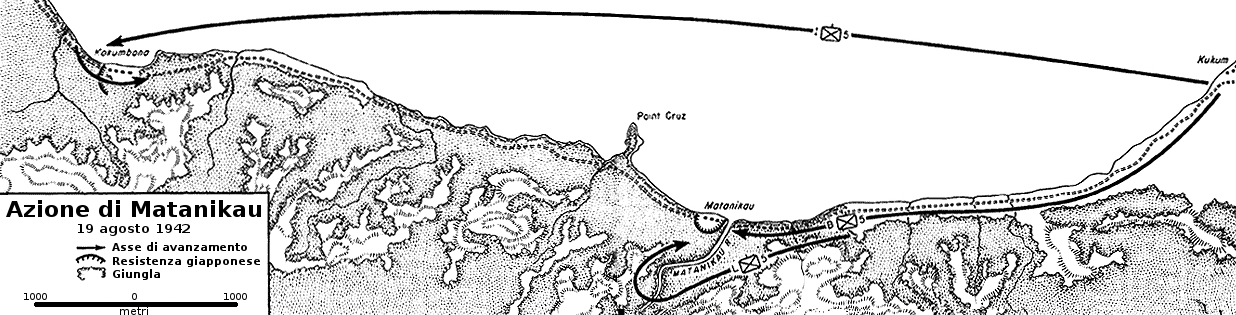
Gli attacchi sferrati dai marine a ovest del fiume Matanikau il 19 agosto

Il giorno successivo la portaerei di scorta USS Long Island inviò due gruppi aerei a Henderson Field, uno composto da diciannove caccia Grumman F4F Wildcat e il secondo da dodici bombardieri in picchiata Douglas SBD Dauntless, che nel complesso divennero noti come "Cactus Air Force"; entrarono in azione il giorno successivo, attaccando i bombardieri che colpivano quasi giornalmente la zona. Il 22 agosto si aggiunsero cinque caccia Bell P-39 Airacobra.
In risposta agli sbarchi il Gran quartier generale imperiale assegnò alla 17ª Armata del tenente generale Harukichi Hyakutake, di base a Rabaul, il compito di riprendere l'aeroporto, con il supporto di varie unità navali tra le quali la Flotta Combinata dell'ammiraglio Isoroku Yamamoto, con quartier generale situato a Truk nelle Isole Marianne. L'armata, al tempo coinvolta pesantemente in Nuova Guinea aveva solo poche unità disponibili da inviare a Guadalcanal: la 35ª Brigata di fanteria comandata dal maggior generale Kiyotake Kawaguchi si trovava a Palau, il 4º Reggimento "Aoba" nelle Filippine e il 28º Reggimento del colonnello Kiyonao Ichiki vicino a Guam, già imbarcato su alcuni trasporti. Questi reparti iniziarono contemporaneamente a muoversi verso Guadalcanal e fu il "primo elemento" del reggimento di Ichiki, costituito da circa 917 soldati, a sbarcare per primo il 19 agosto dai cacciatorpediniere a Punta Taivu, a est del perimetro.
Sottostimando il numero e la combattività delle truppe americane, nella notte del 21 agosto l'unità di Ichiki sferrò un assalto frontale lungo il fiume Tenaru, vicino al torrente detto Alligator Creek. La battaglia del Tenaru si risolse nel massacro dei soldati nipponici, che alle prime luci dell'alba furono investiti dal contrattacco statunitense; la maggior parte dei sopravvissuti fu uccisa e il colonnello Ichiki, constatata la sconfitta, si suicidò. Solo 128 dei 917 soldati sfuggirono alla morte o alla cattura e attesero ulteriori rinforzi e ordini da Rabaul.

### La battaglia delle Salomone orientali

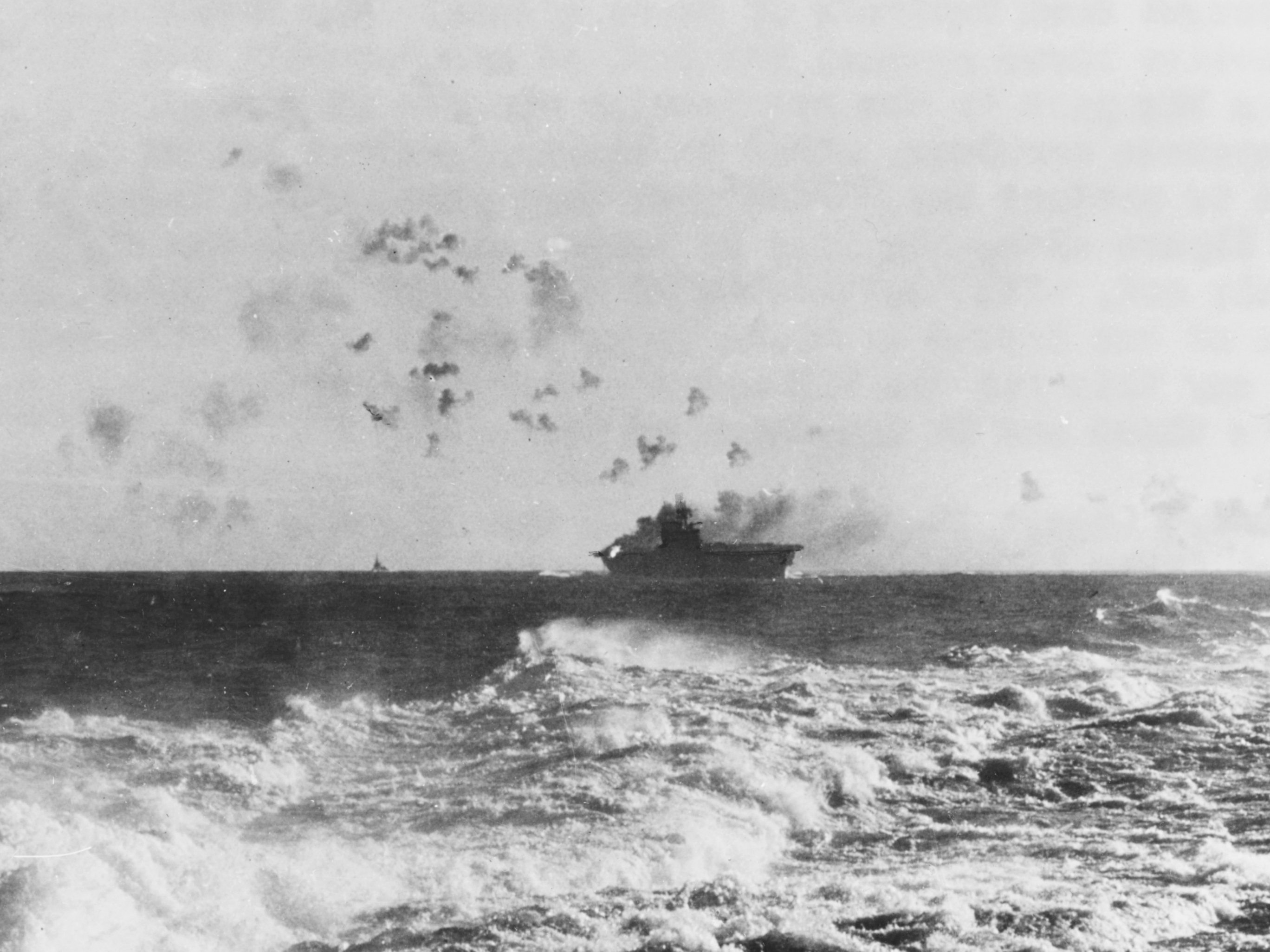
La portaerei Enterprise sotto attacco durante la battaglia delle isole Salomone orientali

Frattanto le varie unità nipponiche affluivano all'isola attaccata: il 16 agosto partirono da Truk tre navi da trasporto, recanti a bordo i restanti 1 400 soldati del 28º Reggimento fanteria e 500 uomini della 5ª Forza speciale da sbarco sotto la protezione di tredici navi da guerra al comando del contrammiraglio Raizō Tanaka (soprannominato "l'ostinato") che aveva previsto di sbarcare le truppe il 24 agosto. Per coprire gli sbarchi e appoggiare attivamente l'attacco all'aeroporto, Yamamoto ordinò al viceammiraglio Chūichi Nagumo di avvicinarsi alle Salomone con la sua flotta di tre portaerei scortate da trenta navi.
Nel frattempo tre portaerei statunitensi si erano avvicinate a Guadalcanal per contrastare l'offensiva giapponese; il 24 e 25 agosto le due flotte ingaggiarono battaglia a est dell'arcipelago delle Salomone, che terminò con il ritiro di entrambe dopo aver subito ingenti danni: la USS Enterprise era stata gravemente colpita mentre il Giappone aveva perso la portaerei leggera Ryujo. Il convoglio di Tanaka, dopo aver lamentato danni di varia entità e la perdita di una nave, fu costretto a ripiegare nelle Isole Shortland a nord, dove trasferì le truppe superstiti sui cacciatorpediniere per reinviarle a Guadalcanal.

### Il rafforzamento del perimetro

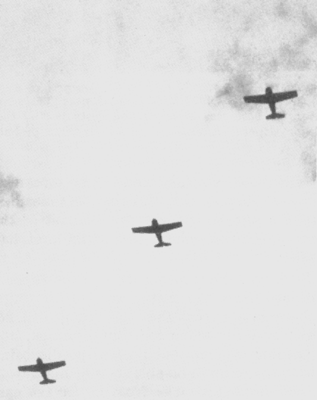
Caccia F4F Wildcat decollano dalla base di Henderson per attaccare aerei giapponesi in avvicinamento nel periodo compreso tra la fine di agosto e l'inizio di settembre 1942

Durante il mese di agosto piccoli gruppi di aerei americani continuarono a giungere a Guadalcanal e per la fine del mese gli effettivi erano saliti a sessantaquattro velivoli di vari tipi. Il 3 settembre il maggior generale Roy S. Geiger vi giunse con il suo personale prendendo il comando di tutte le operazioni aeree della base. Le battaglie tra gli aerei americani e nipponici che decollavano da Rabaul continuarono quotidianamente: tra il 26 agosto e il 5 settembre gli Stati Uniti persero quindici aerei e il Giappone diciannove, ma più della metà degli aviatori alleati fu recuperata grazie a un efficiente servizio di ricerca e soccorso e ogni pilota sapeva che non sarebbe stato lasciato solo per quanto possibile; i giapponesi invece ebbero sempre difficoltà a salvare i propri aviatori dispersi. A complicare la situazione tattica, il volo di otto ore (andata e ritorno) da Rabaul a Guadalcanal per complessivi 1 800 chilometri impedì sempre ai giapponesi di mantenere una stabile superiorità aerea e spesso gli attacchi erano annunciati agli Alleati con buon anticipo dall'organizzazione australiana Coastwatchers, i cui membri (personale effettivo e della riserva, cui era dato lo status di ufficiali per una maggiore tutela in caso di cattura) erano appostati a Bougainville e in Nuova Georgia. Gli aerei americani potevano così portarsi in posizione vantaggiosa per piombare su quelli nipponici. Le forze aeree giapponesi stavano lentamente perdendo una guerra di logoramento nei cieli.
Intanto il generale Vandegrift aveva continuato a rafforzare le difese del perimetro; tra il 21 agosto e il 3 settembre riuscì a far trasportare da Gavutu e Tanambogo nella testa di ponte tre battaglioni (tra cui il 1º Battaglione marine) al comando del tenente colonnello Merritt A. Edson e il 1º Battaglione paracadutisti marine, incrementando a 12 500 uomini il complesso di forze ai propri ordini. Il 1º Battaglione paracadutisti, che aveva sofferto grandi perdite per la conquista dei due isolotti, fu posto al comando di Edson, mentre il 1º Battaglione fu fatto sbarcare il 27 agosto nei pressi del villaggio di Kokumbuna, a ovest di Matanikau, con il compito di attaccare le unità giapponesi nell'area; tuttavia i marine furono ostacolati dal terreno, dal caldo e dalla pronta reazione nipponica. La mattina successiva si scoprì che i giapponesi si erano dileguati col favore della notte e quindi i marine ritornarono con le barche al perimetro. Nell'azione morirono venti soldati giapponesi e tre americani.
Piccoli convogli alleati giunsero il 23 e il 29 agosto, il 1º e l'8 settembre per portare rifornimenti, cibo, munizioni, carburante e tecnici dell'aviazione. Il 1º settembre giunsero anche 392 genieri del 6º Navy Construction Battalion (i cosiddetti Seabees, dalla pronuncia delle iniziali "CB") che si affiancarono al 1º Battaglione del genio marine, presente dal 7 agosto, per la manutenzione e il potenziamento delle infrastrutture.

### Il Tokyo Express

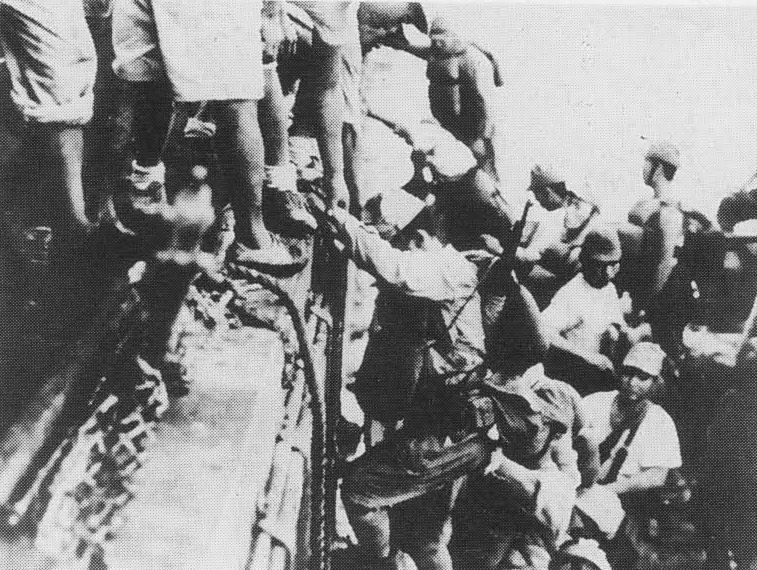
Truppe giapponesi s'imbarcano su un cacciatorpediniere che le porterà a Guadalcanal; gli statunitensi soprannominarono Tokyo Express tali operazioni anfibie

Il 23 agosto la 35ª Brigata di fanteria raggiunse Truk e venne imbarcata su navi da trasporto per il resto del viaggio verso Guadalcanal, ma nei giorni successivi le perdite sofferte dal convoglio di Tanaka a causa dell'aviazione dell'aeroporto Henderson fecero riconsiderare l'utilizzo dei lenti trasporti: perciò da Truk i vascelli si ancorarono a Rabaul, dove le truppe trasbordarono su alcuni cacciatorpediniere che le avrebbero portate a Guadalcanal attraverso una base navale nelle Isole Shortland. I cacciatorpediniere giapponesi erano normalmente in grado di compiere un viaggio attraverso The Slot ("la scanalatura", ovvero il lungo braccio di mare compreso tra le due file parallele delle Isole Salomone), scaricare a Guadalcanal e tornare indietro in una sola notte, minimizzando l'esposizione agli attacchi aerei; il servizio svolto da queste navi con regolarità fu presto chiamato Tokyo Express dai marine e "trasporto con topi" dai giapponesi. Con questo sistema, tuttavia, era possibile far giungere sull'isola solo le truppe, perché le veloci navi da guerra non avevano spazio sufficiente per l'equipaggiamento pesante, le munizioni e le provviste necessarie che dovevano essere inviate con altri mezzi; oltretutto tali operazioni tenevano impegnato un gran numero di cacciatorpediniere, urgentemente richiesti da altri comandi della marina imperiale in difesa di mercantili e petroliere, che dalle Indie olandesi portavano petrolio e altre materie prime in patria. Gli Alleati non contrastarono i trasporti per mancanza di volontà o per incapacità, così i giapponesi poterono controllare le acque delle Salomone durante le ore notturne; nelle ore diurne invece ogni unità nipponica che fosse rimasta entro un raggio di circa 300 chilometri da Guadalcanal correva il pericolo di essere individuata e affondata dai velivoli statunitensi. Questa situazione tattica permase per diversi mesi durante la campagna.
Tra il 29 agosto e il 4 settembre vari incrociatori leggeri, cacciatorpediniere e navi di pattuglia giapponesi riuscirono a sbarcare a Punta Taivu la maggior parte della 35ª Brigata, buona parte del 4º Reggimento "Aoba" e il resto del reggimento di Ichiki (in totale circa 5 000 soldati); il generale Kawaguchi, giunto sul posto il 31 agosto, fu posto al comando di tutte le forze dell'isola. Un altro convoglio portò a Kalimbo, a ovest del perimetro difensivo, altri 1 000 soldati della 35ª Brigata agli ordini del colonnello Akinosuke Oka.

### La prima offensiva giapponese

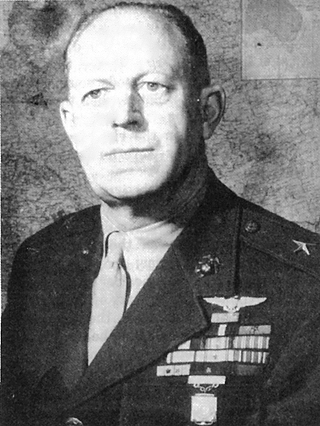
Il tenente colonnello Merritt A. Edson (qui fotografato con il grado di generale di brigata) che condusse i marine in battaglia

Il 7 settembre il generale Kawaguchi inviò il suo piano di attacco per "sbaragliare e annichilire il nemico nei pressi della base aerea dell'isola di Guadalcanal": prevedeva di suddividere le proprie forze in tre parti, per avvicinarsi al perimetro ed effettuare un attacco notturno di sorpresa. Le forze del colonnello Oka avrebbero attaccato da ovest, il battaglione di Ichiki rinominato battaglione "Kuma" avrebbe sferrato l'attacco da est e la spinta principale sarebbe stata esercitata dal "Corpo centrale" di Kawaguchi (forte di 3 000 uomini divisi in tre battaglioni) a sud del perimetro. Lo stesso giorno le truppe di Oka iniziarono la marcia verso Punta Lunga lungo la costa, eccettuati circa 250 soldati rimasti a sorvegliare la base dei rifornimenti a Taivu.
Nel frattempo un australiano del servizio Coastwatchers, con l'aiuto di alcuni locali, aveva individuato la retroguardia nipponica nei pressi del villaggio di Tasimboko e riferì la notizia ai comandi dei marine; il tenente colonnello Edson pianificò subito un attacco. L'8 settembre, sbarcati a Taivu con delle barche, i soldati di Edson catturarono Tasimboko mentre i giapponesi si ritiravano verso la giungla; nel villaggio vennero rinvenuti il principale deposito di carburante del generale Kawaguchi, grandi quantitativi di cibo, munizioni, forniture mediche e una potente radio a onde corte. Prima di tornare indietro i marine distrussero ogni cosa, tranne alcuni equipaggiamenti e dei documenti che, una volta analizzati, rivelarono agli Alleati che almeno 3 000 giapponesi sull'isola stavano pianificando un attacco all'aeroporto.
Assieme al colonnello Gerald Thomas, l'ufficiale addetto alle operazioni di Vandegrift, Edson riuscì a prevedere che l'attacco giapponese sarebbe avvenuto in uno stretto ed erboso crinale, lungo un chilometro scarso, che correva parallelo al fiume Lunga ed era situato appena a sud della base Henderson; chiamato Lunga Ridge, era un accesso naturale alla base aerea e controllava le aree circostanti ma era stato lasciato praticamente indifeso. L'11 settembre, 840 soldati del battaglione di Edson vennero dispiegati attorno al crinale per fermare i giapponesi.

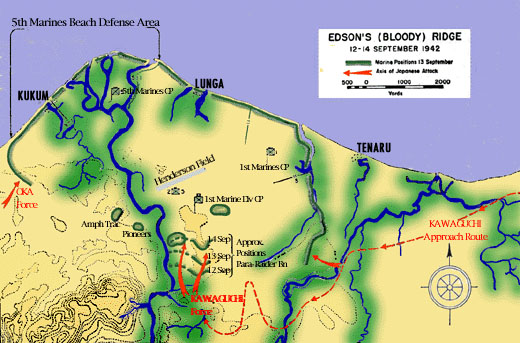
Il perimetro difensivo di Guadalcanal, i percorsi di avvicinamento delle forze giapponesi e le posizioni da dove lanciarono gli attacchi: Oka mosse da ovest, il battaglione "Kuma" attaccò da est e il corpo centrale delle truppe assaltò da sud il crinale Lunga Ridge

La notte del 12 settembre il 1º Battaglione di Kawaguchi attaccò tra il fiume Lunga e il crinale, costringendo una compagnia di marine a ripiegare prima che i giapponesi si ritirassero. La notte successiva Kawaguchi rinnovò l'assalto con 3000 uomini della brigata, supportati dell'artiglieria leggera: appena calata la notte i giapponesi assaltarono da ovest il crinale e riuscirono a sfondare le linee, ma la loro carica fu respinta da reparti americani posti a difesa della parte settentrionale e spostati a sud. Due compagnie del 2º Battaglione di Kawaguchi effettuarono un assalto sul lato meridionale del crinale e spinsero le truppe di Edson verso la collina 124, al centro del crinale. Durante la notte, supportati dall'artiglieria, i marine frenarono uno dopo l'altro i furiosi attacchi giapponesi, alcuni dei quali si risolsero in scontri corpo a corpo; alcune unità nipponiche s'infiltrarono nella base aerea ma furono respinte. Gli attacchi del battaglione "Kuma" e dell'unità di Oka furono del pari infruttuosi. Il 14 settembre Kawaguchi sospese gli attacchi e guidò i sopravvissuti della brigata in una marcia di cinque giorni a ovest della valle del Matanikau, per unirsi all'unità di Oka. Al termine degli scontri le forze giapponesi avevano subito 850 morti e i marine 104.
Il 15 settembre il generale Hyakutake apprese della sconfitta di Kawaguchi e inoltrò la notizia al quartier generale imperiale a Tokyo; in una sessione di emergenza, i comandi dell'esercito e della marina conclusero che "Guadalcanal potrebbe diventare la battaglia decisiva nella guerra". Gli esiti dei numerosi combattimenti a Guadalcanal stavano infatti cambiando sensibilmente gli equilibri strategici sul fronte del Pacifico: compreso che per riprendere l'isola doveva impiegare il maggior numero possibile di truppe e armi, Hyakutake si rese conto che non poteva più sostenere l'offensiva in corso in Nuova Guinea. Perciò, autorizzato dai quartier generali, ordinò al distaccamento nipponico giunto ad appena 50 chilometri da Port Moresby di ritirarsi, almeno fino a quando non fosse stata risolta la dura lotta in corso a Guadalcanal.

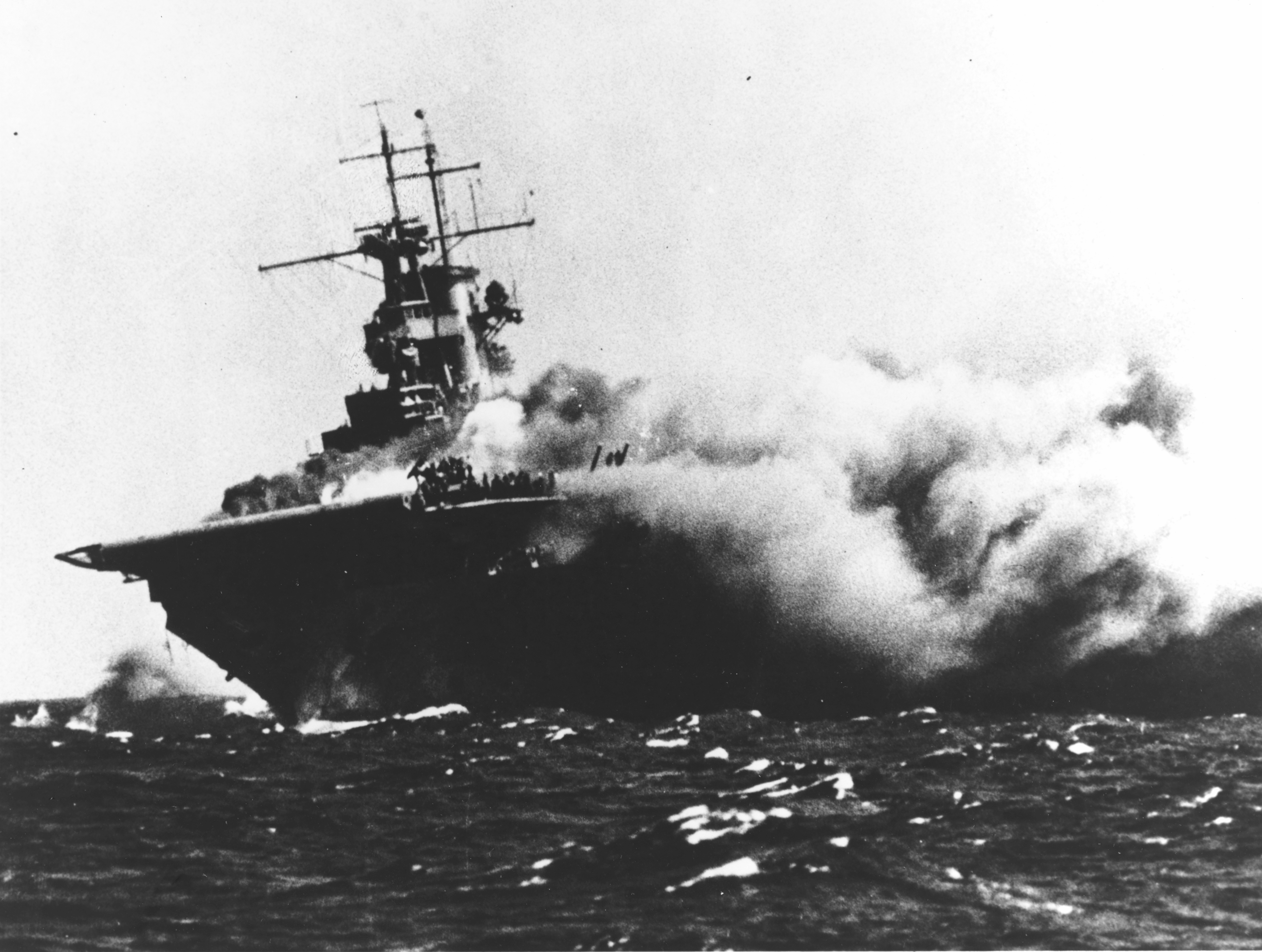
La portaerei Wasp in fiamme dopo essere stata colpita da vari siluri il 15 settembre

Mentre i giapponesi si raggruppavano a ovest di Matanikau, le forze americane puntellavano e rafforzavano il perimetro di difesa. Già il 14 settembre il generale Vandegrift aveva spostato a Guadalcanal il 3º Battaglione marine da Tulagi; poi il 18 settembre un convoglio approdò nella testa di ponte sbarcandovi 4 157 uomini della 3ª Brigata (7º Reggimento, un battaglione dell'11º Reggimento, unità aggiuntive di supporto), 137 veicoli, tende, carburante avio, munizioni, razioni ed equipaggiamento per i genieri: questi rinforzi cruciali permisero a Vendegrift, a partire dal 19 settembre, di stabilire una linea di difesa continua attorno al perimetro. L'invio del convoglio aveva però provocato la perdita della portaerei USS Wasp, aggregata alla scorta e affondata dal sommergibile giapponese I-19 a sud-est di Guadalcanal, lasciando solo la portaerei USS Hornet nell'area di operazioni del Sud Pacifico. Vandegrift procedette quindi con alcune modifiche alla catena di comando delle unità di combattimento, trasferendo molti ufficiali che non erano all'altezza delle sue aspettative e promuovendo giovani ufficiali che si erano distinti; tra costoro vi era anche Edson, che fu nominato colonnello e posto al comando del 5º Reggimento.
Nei cieli sopra Guadalcanal ci fu un momento di pausa tra il 14 e il 27 settembre, poiché il maltempo impedì i consueti bombardamenti nipponici. Entrambe le parti approfittarono di questo periodo rafforzando le rispettive unità aeree: i giapponesi inviarono ottantacinque velivoli a Rabaul e gli Stati Uniti ne inviarono ventitré a Henderson; il 20 settembre la 25ª Flottiglia a Rabaul contava quindi 117 aerei e gli americani disponevano alla stessa data di settantuno aerei.
Ancor prima che le incursioni dovessero essere interrotte, i giapponesi avevano continuato a far affluire reparti a Guadalcanal: l'11 settembre infatti era sbarcato nella baia di Kamimbo, all'estremità occidentale dell'isola, il 3º Battaglione del 4º Reggimento "Aoba" che non poté partecipare all'attacco e si congiunse con le forze del colonnello Oka nei pressi di Matanikau. Il Tokyo Express funzionò senza soluzioni di continuità e con il viaggio del 14, 20, 21 e 24 settembre scaricò cibo e munizioni assieme a 280 soldati del 1º Battaglione a Kamimbo; nel frattempo la 2ª e la 38ª Divisione di stanza nelle Indie orientali olandesi erano state concesse al generale Hyakutake e dal 13 settembre cominciarono il viaggio per Rabaul. Con i 17500 effettivi di tali grandi unità, il quartier generale nipponico intendeva costituire una grande massa d'attacco per schiacciare definitivamente la testa di ponte americana e riprendere l'aeroporto: l'operazione fu fissata al 20 ottobre.

### Le azioni lungo il Matanikau

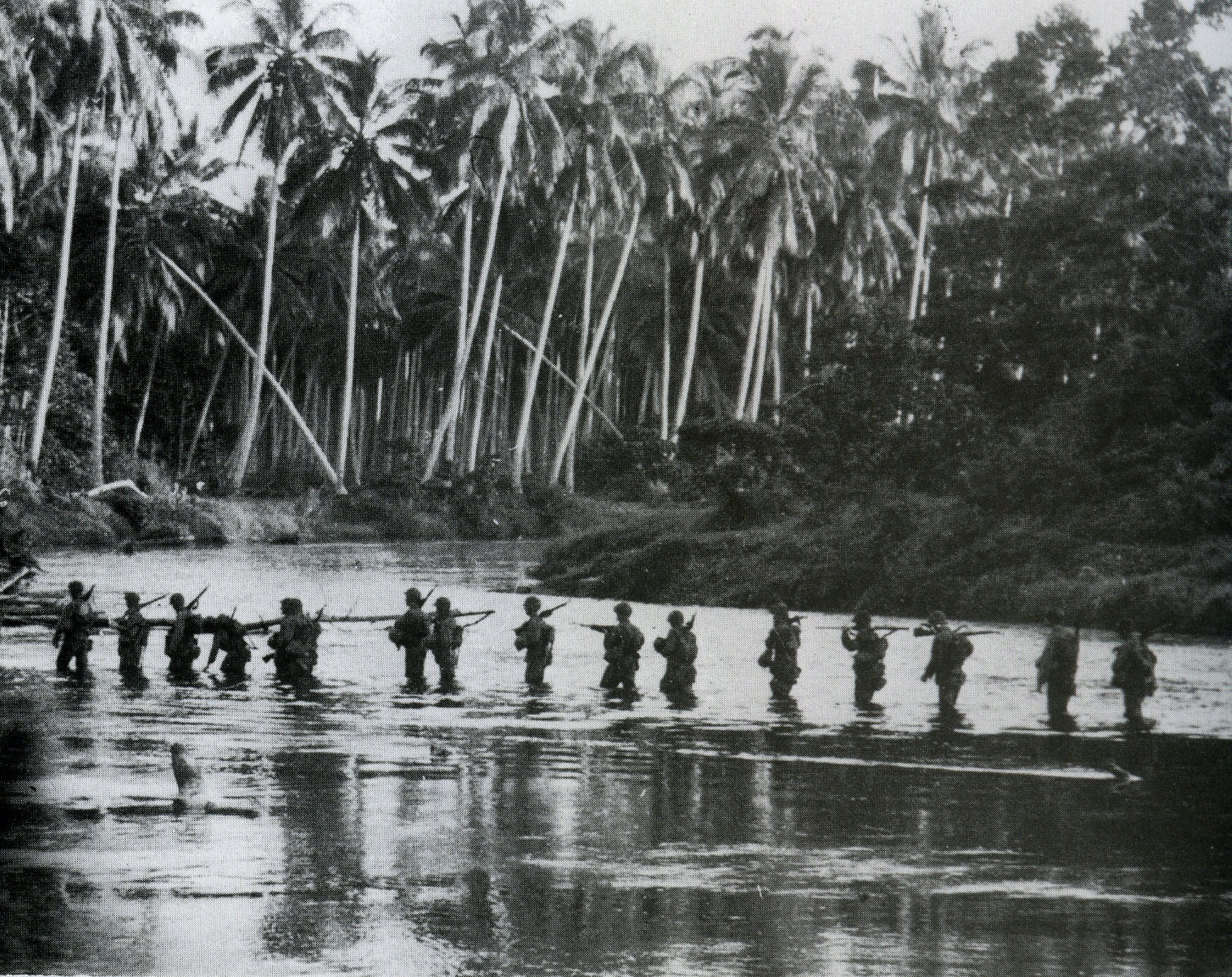
Una pattuglia di marine attraversa il fiume Matanikau nel settembre 1942

Il generale Vandegrift e il suo stato maggiore erano a conoscenza del ritiro delle truppe del generale Kawaguchi a ovest del Matanikau e che numerosi gruppi di ritardatari erano sparpagliati lungo tutta l'area tra il perimetro e il fiume Matanikau: Vandegrift quindi decise di condurre un'altra serie di piccole operazioni attorno alla valle del Matanikau con lo scopo di rastrellare i gruppi nipponici ad est del corso d'acqua e impedire che i giapponesi potessero consolidare delle posizioni troppo vicine a Punta Lunga.
Il primo tentativo venne condotto tra il 23 e il 27 settembre ma fu respinto dalle truppe di Kawaguchi, che circondarono tre compagnie di marine nei pressi di Punta Cruz a ovest di Matanikau, infliggendo loro forti perdite; gli americani riuscirono a ripiegare solo grazie all'assistenza di un cacciatorpediniere e di un'unità della guardia costiera. Nella seconda azione avvenuta tra il 6 e il 9 ottobre, un nutrito reparto di marine attraversò il fiume Matanikau, attaccò le forze giapponesi appena sbarcate al comando dei generali Masao Maruyama e Yumio Nasu e provocò gravi perdite al 4º Reggimento nipponico; l'attacco costrinse i giapponesi a ritirarsi e ostacolò i preparativi del previsto grande attacco al perimetro. Tra il 9 e l'11 ottobre, infine, il 1º Battaglione marine colpì due piccoli avamposti nipponici situati 50 chilometri a est di Punta Lunga, nei pressi della baia Aola: i marine uccisero trentacinque giapponesi al prezzo di diciassette soldati e tre marinai morti.

### La seconda offensiva giapponese
Tra l'ultima settimana di settembre e la prima di ottobre il Tokyo Express trasportò buona parte della 2ª Divisione di fanteria a Guadalcanal. La marina imperiale, già impegnata nel trasporto di uomini, rifornimenti e mezzi, acconsentì a supportare attivamente la progettata offensiva e inviò navi da guerra per bombardare la base aerea.

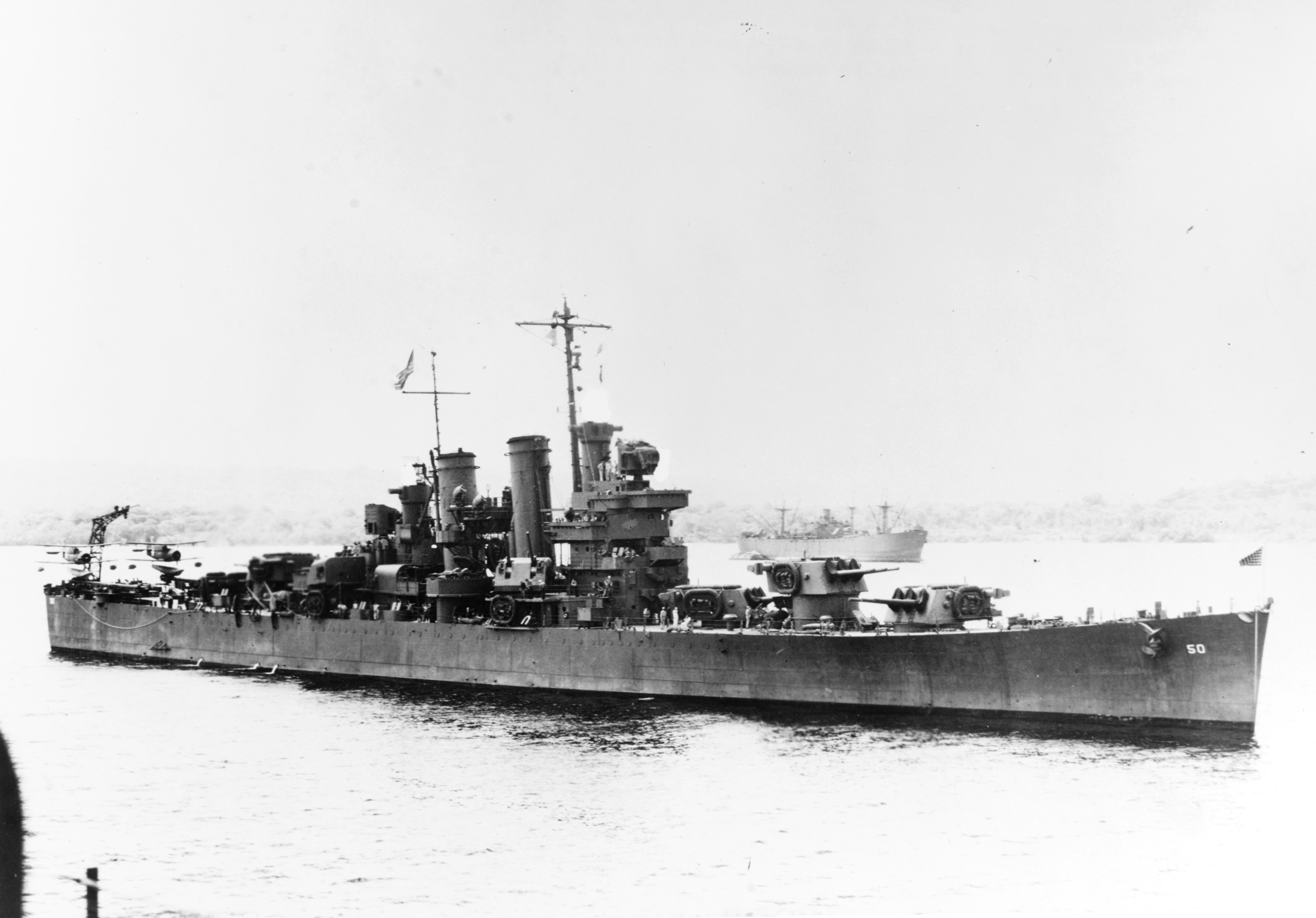
L'incrociatore statunitense, parte della Task Force 64 del contrammiraglio Norman Scott

Nel frattempo il comandante delle forze di terra nel Pacifico del Sud, generale Millard Harmon, convinse l'ammiraglio Ghormley a imbastire un altro convoglio per portare rinforzi alla testa di ponte e garantire la difesa della preziosa pista aerea in vista dell'offensiva nipponica. L'8 ottobre i 2 837 uomini del 164º Reggimento dell'esercito si imbarcarono in Nuova Caledonia per Guadalcanal, con data di arrivo prevista al 13 ottobre; a protezione dei trasporti Ghormley destinò la Task Force 64, costituita da quattro incrociatori e cinque cacciatorpediniere al comando del contrammiraglio Norman Scott.
L'8ª Flotta del viceammiraglio Gunichi Mikawa programmò un importante trasporto per la notte dell'11 ottobre, formando un convoglio di due navi appoggio idrovolanti e sei cacciatorpediniere con a bordo 728 soldati, artiglieria e munizioni al comando del contrammiraglio Takatsugu Jōjima; in contemporanea all'ennesimo viaggio del Tokyo Express, la squadra del contrammiraglio Aritomo Gotō forte di tre incrociatori pesanti e due cacciatorpediniere ebbe l'incarico di cannoneggiare la base Henderson con speciali munizioni esplosive, atte a distruggere gli aerei e le strutture. I giapponesi quindi, abituati ad agire nelle ore notturne senza alcuna opposizione, non erano preparati a sostenere una battaglia navale.
Poco prima della mezzanotte, le navi americane rilevarono la flotta del contrammiraglio Gotō sul radar all'imboccatura dello stretto tra l'isola di Savo e Guadalcanal; Scott era in posizione per effettuare un taglio del T della flotta giapponese, ancora ignara delle unità americane che, aperto il fuoco, affondarono l'incrociatore Furutaka e il cacciatorpediniere Fubuki. Poco dopo la nave ammiraglia Aoba riportò gravi danni e Gotō fu mortalmente ferito; il suo vice, il capitano e ufficiale anziano dello stato maggiore Kikunori Kijima, tentò senza successo di riordinare lo schieramento giapponese, quindi ordinò di ripiegare senza portare a termine il bombardamento della pista aerea. Sebbene avesse riportato un'importante vittoria tattica, anche la squadra del contrammiraglio Scott aveva sofferto perdite: il cacciatorpediniere USS Duncan era stato affondato, lo USS Farenholt e l'incrociatore leggero USS Boise erano rimasti molto danneggiati. Mentre la battaglia infuriava, però, il convoglio del contrammiraglio Jōjima aveva sbarcato il carico ed era ripartito senza essere stato localizzato. La mattina del 12 ottobre quattro cacciatorpediniere del convoglio tornarono indietro per assistere la ritirata delle navi di Gotō danneggiate e salvare i naufraghi, ma il Murakumo e il Natsugumo furono ripetutamente colpiti dai gruppi aerei statunitensi di Guadalcanal e affondarono. Il convoglio americano raggiunse Guadalcanal come previsto il 13 ottobre e sbarcò uomini e materiali senza problemi.

#### Bombardamento della base di Henderson

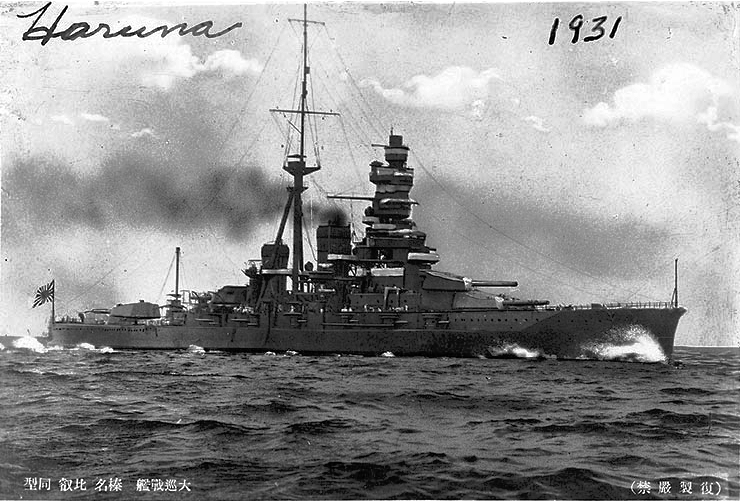
La nave da battaglia Haruna prima dei lavori di rimodernamento

Nonostante la dura sconfitta subita al largo di Capo Speranza, i giapponesi continuarono i piani e i preparativi per il grande attacco e il 13 ottobre un convoglio di sei navi cargo, con otto cacciatorpediniere di scorta, partì dalle isole Shortland diretto verso Guadalcanal: a bordo erano presenti 4 500 soldati del 16º e del 230º Reggimento, due batterie di artiglieria pesante e anche un gruppo di carri armati.
Per proteggere il convoglio dagli aerei di Henderson, l'ammiraglio Yamamoto inviò due navi da battaglia da Truk per bombardare la base. Alle 01:33 del 14 ottobre la Kongo e la Haruna, un incrociatore leggero e nove cacciatorpediniere raggiunsero Guadalcanal e aprirono il fuoco sulla base Henderson da una distanza di 1 600 metri; in un'ora e ventitré minuti le due corazzate spararono 973 granate da 355 mm che per la maggior parte caddero in un'area di 2 200 metri di lato attorno alla base. Molti proiettili erano a frammentazione, specificatamente progettati per la distruzione di bersagli terrestri. Il bombardamento danneggiò in maniera grave entrambe le piste, incendiò la maggior parte del carburante disponibile, distrusse quarantotto dei novanta aerei e uccise quarantuno persone, tra cui sei piloti. La squadra nipponica fece immediatamente rotta su Truk prima delle 03:00.

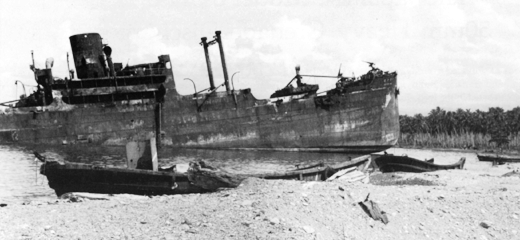
Una delle navi trasporto giapponesi incagliata a Capo Tassafaronga (a ovest del perimetro) e incendiata dagli aerei statunitensi il 15 ottobre

Nonostante i gravi danni, il personale della base fu in grado di ripristinare una delle piste in poche ore e da Espiritu Santo furono inviati d'urgenza diciassette bombardieri SBD Dauntless e venti caccia F4F Wildcat; gli apparecchi da trasporto dell'esercito e della marina al contempo formarono un ponte aereo tra le due basi per portare la benzina avio. Consci dell'avvicinamento di un grande convoglio di rifornimenti giapponese, gli Stati Uniti cercarono disperatamente un modo per impedire che giungesse a destinazione: utilizzando il carburante prelevato dagli aerei distrutti (quello trasportato per via aerea essendo ancora insufficiente), i velivoli ancora funzionanti poterono decollare e attaccarono due volte il convoglio il 14 ottobre, ma non provocarono danni.
Il convoglio giapponese raggiunse il promontorio di Tassafaronga a mezzanotte del 14 ottobre e iniziò le operazioni di scarico, che si svolsero indisturbate fino al mattino del 15, quando un gruppo di aerei della base Henderson bombardò il convoglio e distrusse tre navi da trasporto. Il resto della flotta salpò quella notte, avendo terminato lo sbarco di tutte le truppe e di due terzi del carico di rifornimenti ed equipaggiamento. Diversi incrociatori pesanti nipponici bombardarono nuovamente la base durante la notte tra il 14 e il 15 ottobre, distruggendo qualche altro aereo ma senza causare danni significativi.

#### L'attacco all'aeroporto
Tra il 1º e il 17 ottobre il Giappone inviò 15 000 uomini a Guadalcanal e il generale Hyakutake ebbe a sua disposizione un totale di 20 000 effettivi per l'offensiva che sarebbe partita da sud, visto che le posizioni a est di Matanikau erano state eliminate. La 2ª Divisione del tenente generale Masao Maruyama (rinforzata da reparti della 38ª Divisione) contava 7 000 soldati suddivisi in tre reggimenti di tre battaglioni ciascuno: questa forza marciò attraverso la giungla per attaccare da sud le linee dei marine nei pressi della riva orientale del fiume Lunga. La data d'attacco fu stabilita per il 22 ottobre e successivamente rinviata al 23. Come diversivo, cinque battaglioni di fanteria (circa 2 900 uomini) al comando del maggior generale Tadashi Sumiyoshi ebbero l'ordine di lanciare un assalto da ovest lungo la costa con l'appoggio dell'artiglieria pesante. I giapponesi stimarono in 10 000 i soldati a difesa dell'aeroporto, quando in realtà erano circa 23 000.

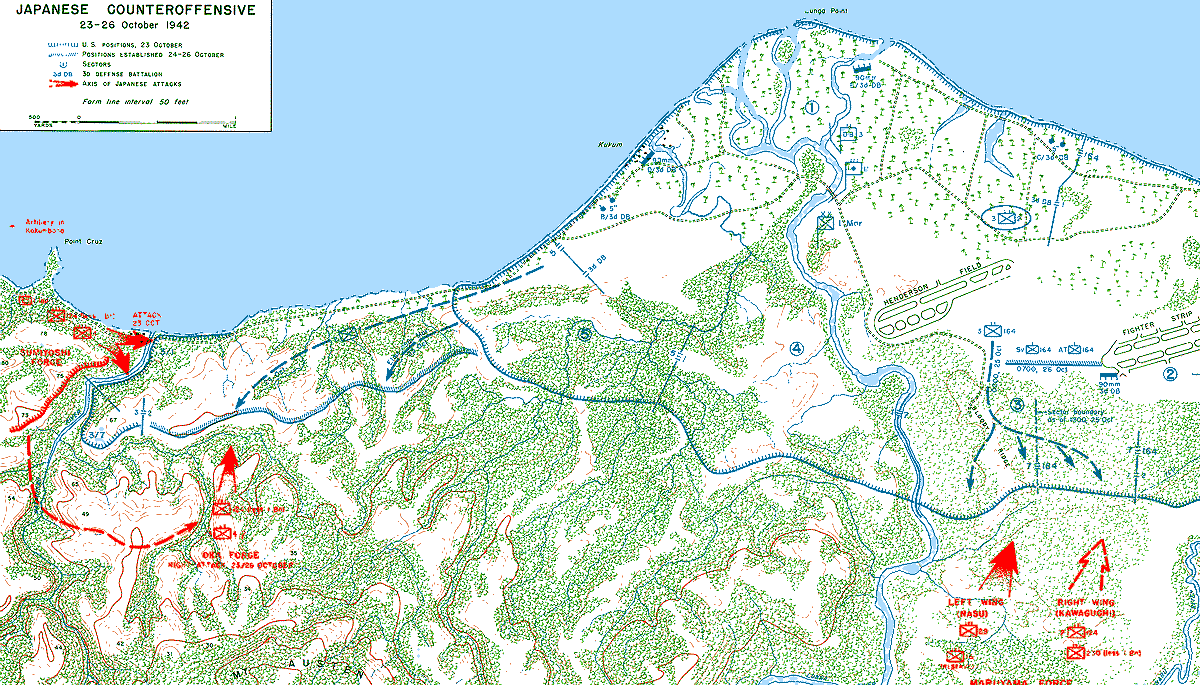
Mappa della battaglia (23-26 ottobre). Le forze del maggior generale Sumiyoshi attaccarono da ovest mentre la 2ª Divisione del generale Maruyama attaccò il perimetro da sud.

Il 12 ottobre una compagnia di genieri iniziò i lavori per stendere un sentiero, chiamato "la strada Maruyama", da Matanikau verso la porzione meridionale del perimetro difensivo. Il tracciato lungo 25 chilometri attraversava un territorio estremamente difficile, percorso da numerosi fiumi e ruscelli e punteggiato da gole profonde e fangose, da ripidi crinali e ricoperto da una densa giungla; tra il 16 e il 18 ottobre, la 2ª Divisione iniziò la marcia lungo la strada Maruyama.
Il 23 ottobre le forze di Maruyama erano ancora intente ad attraversare la giungla per raggiungere le linee americane e appreso ciò il generale Hyakutake rimandò l'azione alle ore 19:00 del 24 ottobre. Queste manovre rimasero del tutto ignorate dagli Alleati. Il maggior generale Sumiyoshi però, sebbene informato dallo stato maggiore di Hyakutake del rinvio dell'offensiva, non fu in grado di contattare le proprie truppe che come pianificato andarono all'attacco il 23 ottobre: due battaglioni del 4º Reggimento e nove carri armati della 1ª Compagnia indipendente avanzarono alla foce del Matanikau e caricarono le linee dei marine, intaccandole; tuttavia il forte appoggio d'artiglieria permise agli americani di rintuzzare la penetrazione nipponica, di distruggere i carri armati e di falciare poi con le armi leggere la fanteria giapponese rimasta allo scoperto, subendo perdite assai modeste.
La sera del 24 ottobre le forze di Maruyama raggiunsero finalmente il perimetro e per due notti consecutive condussero sterili attacchi frontali contro le linee tenute dal 1º Battaglione del tenente colonnello Chesty Puller e dal 3º Battaglione del parigrado Robert Hall, facente parte del 164º Reggimento. Marine e soldati dell'esercito impiegarono tutte le armi in loro possesso, anche cannoni anticarro M3 da 37 mm, per frenare le cariche degli attaccanti, facendone «una terribile carneficina»; un piccolo gruppo di giapponesi riuscì a passare le difese ma fu scovato e annientato nei giorni successivi. Il generale Maruyama perse più di 1 500 uomini nella lotta, che era costata agli americani appena sessanta morti. In quei due giorni inoltre gli aerei di base a Henderson difesero con successo l'aeroporto e le infrastrutture dalle incursioni giapponesi, con l'abbattimento di quattordici velivoli e l'affondamento dell'incrociatore leggero Yura.

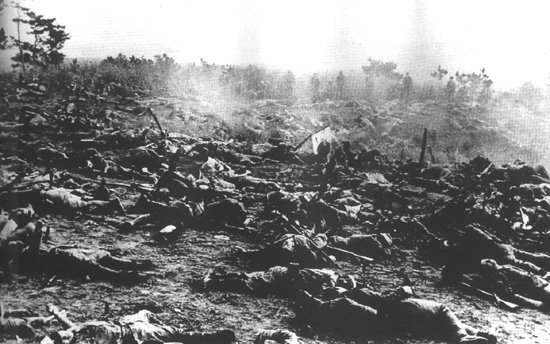
I cadaveri dei soldati della 2ª Divisione giapponese ricoprono il campo di battaglia dopo il fallimento degli assalti del 25 e 26 ottobre

Nelle prime ore del 26 ottobre i giapponesi attaccarono ripetutamente anche nei pressi del Matanikau ma senza esito e alle 08:00 del 26 ottobre il generale Hyakutake sospese ogni ulteriore offensiva e ordinò la ritirata. Circa metà dei sopravvissuti delle forze di Maruyama ripiegò verso la valle di Matanikau mentre il 230º Reggimento di fanteria al comando del colonnello Toshinari Shōji fu inviato verso Punta Koli, a est del perimetro. Il 4 novembre gli elementi più avanzati della 2ª Divisione raggiunsero l'area del quartier generale della 17ª Armata a Kokumbona, a ovest del Matanikau; la grande unità era però decimata dalle perdite di combattimento e i superstiti erano stremati da ferite, malnutrizione e malattie tropicali: venne relegata alla difesa costiera per il resto della campagna non potendo condurre azioni offensive. Lo stesso giorno il colonnello Shōji raggiunse Punta Koli e stabilì un campo. Nel complesso il grande attacco era costato all'esercito nipponico tra i 2 200 e i 3 000 morti, mentre gli americani persero ottanta uomini.

#### Il combattimento navale
Mentre si svolgeva la battaglia a terra le portaerei nipponiche e altre navi da guerra, sotto la direzione generale dell'ammiraglio Isoroku Yamamoto a Truk, si spostarono nei pressi delle Isole Salomone meridionali, da dove speravano di ingaggiare e sconfiggere definitivamente tutte le forze navali statunitensi, in particolar modo le portaerei che contrastavano l'offensiva di Hyakutake. Circa dieci giorni prima, il 18 ottobre, l'ammiraglio Nimitz aveva rimpiazzato il viceammiraglio Ghormley, ritenuto troppo pessimistico e miope per continuare efficacemente a svolgere il proprio incarico, con il dinamico ammiraglio William Halsey che, avvertito il 23 ottobre dai ricognitori aerei, intendeva cercare lo scontro con le squadre nipponiche che convergevano sull'isola.
Le due flotte si confrontarono la mattina del 26 ottobre a nord-ovest delle isole Santa Cruz. Dopo uno scontro dei rispettivi reparti lanciati dalle portaerei, le navi di superficie alleate furono costrette a ritirarsi dall'area di battaglia quando fu affondata la portaerei Hornet e gravemente danneggiata la pari classe Enterprise; la formazione giapponese si ritirò a sua volta per i danni gravi alle portaerei Zuiho e Shokaku e le pesanti perdite tra le file dei gruppi aerei imbarcati. Anche se il Giappone ottenne un'apparente vittoria tattica, il logoramento subito dagli equipaggi degli apparecchi imbarcati, veterani e per lo più insostituibili, costituì nel lungo termine un grande vantaggio tattico alleato, le cui perdite di velivoli erano state relativamente basse. Dopo tale battaglia le portaerei giapponesi non riuscirono più a giocare un ruolo significativo nella campagna.

### Gli scontri sul Matanikau e a Punta Koli
Volendo sfruttare la recente vittoria, il generale Vandegrift inviò sei battaglioni di marine e uno dell'esercito all'attacco della zona a ovest di Matanikau. L'operazione, comandata dal colonnello Edson, si proponeva di catturare Kokumbona e i quartier generali della 17ª Armata a ovest di Punta Cruz, area che era presidiata dal 4º Reggimento "Aoba" del colonnello Nomasu Nakaguma. Le forze giapponesi erano fortemente indebolite a causa delle gravi perdite negli scontri precedenti, delle malattie tropicali e della mancanza di cibo.

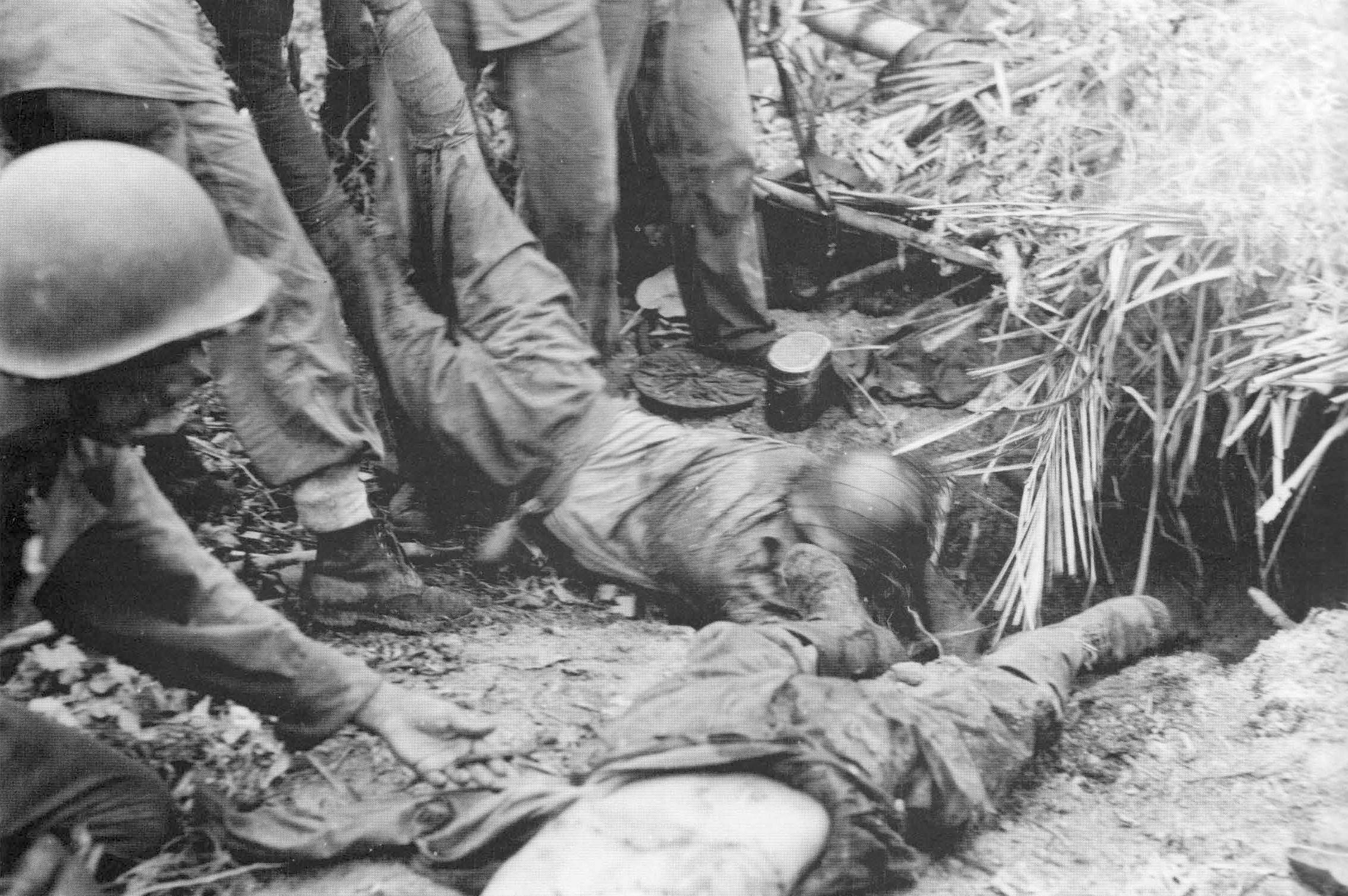
Terminata la battaglia, i marine trascinano fuori da alcuni bunker i cadaveri di soldati giapponesi asserragliatisi nei pressi di Punta Cruz

L'offensiva iniziò il 1º novembre e, dopo alcune difficoltà, il 3 novembre furono distrutte le forze a difesa della zona di Punta Cruz assieme ad alcune unità inviate in aiuto di Nakaguma: il colonnello Edson era a un passo dallo sfondamento delle difese nipponiche e dalla cattura di Kokumbona, ma quel giorno alcuni reparti americani sul lato orientale della testa di ponte avevano individuato e ingaggiato nuove truppe giapponesi, che erano sbarcate vicino a Punta Koli. Per contrastare questa nuova minaccia, il 4 novembre il generale Vandegrift interruppe temporaneamente l'offensiva in corso sul Matanikau, che era costata fino ad allora settantuno uomini; il Giappone aveva sofferto oltre 400 perdite nell'azione.
Effettivamente cinque cacciatorpediniere avevano portato a Punta Koli 300 uomini per supportare le forze del colonnello Shōji, in rotta dopo la disastrosa battaglia del 24 ottobre; il generale Vandegrift inviò un battaglione di marine al comando del maggiore Herman H. Hanneken per intercettarli che, però, fu risospinto verso il perimetro dai reparti nipponici appena sbarcati. In risposta Vandegrift ordinò al 1º Battaglione del tenente colonnello Puller e a due battaglioni del 164º Reggimento di raggiungere Hanneken e contrattaccare.
Il colonnello Shōji giunse con le proprie truppe a Punta Koli mentre gli americani iniziavano a muoversi. A partire dall'8 novembre questi ultimi cercarono di circondare le forze nipponiche a Gavaga Creek ma nel frattempo il generale Hyakutake aveva ordinato a Shōji di abbandonare le posizioni e unirsi alle forze presenti a Kokumbona, a ovest della pista aerea: tra il 9 e l'11 novembre il colonnello si pose dunque alla testa di circa 2 000-3 000 uomini e iniziò a ritirarsi verso sud. Il 12 novembre le ultime resistenze nipponiche a Punta Koli furono domate, gli americani contarono nella sacca i corpi di circa 450-475 soldati giapponesi e catturarono la maggior parte delle armi pesanti e dei rifornimenti. I reparti del tenente colonnello Puller e del maggiore Hanneken ebbero quaranta morti e 120 feriti.

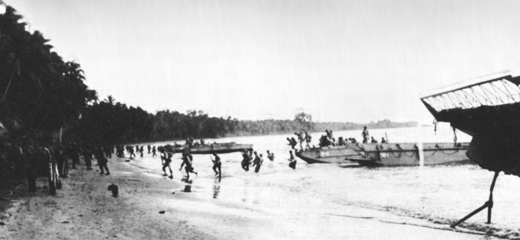
I raider del tenente colonnello Carlson sbarcano nella baia di Aola il 4 novembre

Il 4 novembre due compagnie di marine comandate dal tenente colonnello Evans Carlson erano sbarcate nella baia di Aola, 64 chilometri a est di Punta Lunga, assieme ad aliquote del 147º Reggimento dell'esercito: il distaccamento aveva il compito di proteggere 500 Seabees che erano stati incaricati di costruire una seconda base aerea. L'ammiraglio Halsey, consultatosi con il viceammiraglio Turner, approvò la costruzione di una pista nella baia, che venne tuttavia abbandonata alla fine di novembre a causa del terreno inadatto. Il 5 novembre il generale Vandegrift ordinò al tenente colonnello Carlson di marciare verso ovest e attaccare tutti i gruppi di soldati giapponesi che fossero sfuggiti all'accerchiamento di Punta Koli. Con il resto delle compagnie del suo battaglione, che giunsero qualche giorno dopo, Carlson costituì un cordone continuo di pattuglie dalla baia di Aola al perimetro, che sostennero numerosi scontri con i reparti nipponici in fuga; almeno 500 furono le perdite di questi contro appena sedici morti tra le compagnie di Carlson. Quando le superstiti unità giapponesi raggiunsero il fiume Lunga a metà novembre, più o meno a metà strada da Matanikau, erano ridotte a circa 1 300 effettivi, che calarono ulteriormente nell'ultima parte del tragitto verso le posizioni della 17ª Armata, ove il colonnello Shōji giunse con solo 700 od 800 soldati in uno stato miserando: costoro si riunirono ad altre unità nipponiche in difesa del monte Austen e dell'alto corso del fiume Matanikau.
Nei giorni precedenti, in contemporanea ai primi combattimenti di Punta Koli, le spedizioni del Tokyo Express del 5, 7 e 9 novembre avevano tradotto a Guadalcanal truppe della 38ª Divisione, per la maggior parte effettivi del 228º Reggimento, che furono subito dispiegate a Punta Cruz e Matanikau: qui, tra il 10 e il 18 novembre, aiutarono a resistere agli attacchi organizzati dal generale Vandegrift. I due schieramenti continuarono a fronteggiarsi lungo una linea situata poco a ovest di Punta Cruz per le sei settimane successive.

### Il fallimento della terza offensiva giapponese
Nonostante il fallimento nella battaglia di Henderson Field e le perdite subite, l'esercito nipponico aveva pianificato un nuovo attacco alla base aerea nel mese di novembre, per il quale si resero necessari ulteriori rinforzi. L'esercito richiese ancora una volta la cooperazione della marina e l'ammiraglio Yamamoto mise a disposizione undici grandi navi da trasporto per portare 7 000 uomini della 38ª Divisione, munizioni, viveri, veicoli e armi pesanti da Rabaul a Guadalcanal; come scorta a tale convoglio inviò una squadra incentrata sulle navi da battaglia Hiei e Kirishima, rifornite con le speciali granate a frammentazione per neutralizzare l'aeroporto durante la notte del 12-13 novembre. I vulnerabili trasporti avrebbero potuto a questo punto accostarsi in sicurezza all'isola e scaricare il giorno successivo. Il comando della squadra fu dato al viceammiraglio Hiroaki Abe che s'imbarcò sulla Hiei.

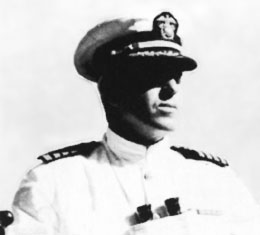
Il contrammiraglio Daniel Callaghan, che perse la vita nella battaglia navale notturna del 13 novembre

All'inizio di novembre i servizi segreti alleati vennero a conoscenza che i giapponesi stavano preparando nuovamente un'offensiva per riprendere la base Henderson. Per incrementare gli uomini al comando del generale Vandegrift fu inviata la Task Force 67 del viceammiraglio Turner, un grande convoglio che recava a bordo il 1º Battaglione del genio, il 4º Battaglione di scorta dei marine, due battaglioni del 182º Reggimento dell'esercito, sostituti per le unità di terra e di aria, munizioni e viveri: in totale 5 500 uomini. La protezione dei trasporti fu affidata a due formazioni comandate dai contrammiragli Daniel Callaghan e Norman Scott e agli aerei basati a Guadalcanal. Le navi vennero attaccate numerose volte l'11 e il 12 novembre dagli aerei giapponesi provenienti da Rabaul ma la maggior parte dei trasporti riuscì a sbarcare gli uomini e il carico senza patire troppi danni.
Frattanto aerei da ricognizione statunitensi avvistarono le navi nipponiche in avvicinamento e avvertirono il comando alleato. Il viceammiraglio Turner ordinò alle navi di scorta a Guadalcanal di salpare al calare della sera del 12 novembre e distaccò tutte le navi da guerra disponibili per proteggere le truppe presenti a terra: la flotta del contrammiraglio Callaghan consisteva di due incrociatori pesanti, tre leggeri e otto cacciatorpediniere.
Attorno alle 01:30 del 13 novembre Callaghan s'imbatté d'improvviso nel gruppo da bombardamento del viceammiraglio Abe a sud dell'Isola di Savo, che era forte delle due corazzate, di un incrociatore leggero e di undici cacciatorpediniere: l'oscurità era infatti quasi completa a causa della luna nuova e le navi americane erano inavvertitamente penetrate nello schieramento giapponese. La battaglia esplose subito con grande violenza e su distanze molto brevi; nella mischia le navi di Abe affondarono o danneggiarono gravemente tutte le unità del contrammiraglio Callaghan (rimasto ucciso nello scontro) eccettuati un incrociatore e un cacciatorpediniere. La battaglia terminò dopo le 03:00 quando Abe, nonostante la vittoria tattica, ordinò la ritirata: il combattimento aveva fatto perdere ore preziose e aveva causato l'affondamento di due cacciatorpediniere, mentre un terzo e l'ammiraglia, la corazzata Hiei, erano gravemente danneggiati. La Hiei rimase indietro e affondò nella giornata del 13 novembre, dopo essere stata ripetutamente attaccata dagli aerei basati a Henderson Field o imbarcati sulla Enterprise, ritornata in linea sebbene non ancora riparata. Il mancato bombardamento navale costrinse l'ammiraglio Yamamoto a ordinare un altro giorno d'attesa al convoglio del contrammiraglio Tanaka, all'ancora nei pressi delle Isole Shortland; al contempo Yamamoto ingiunse al viceammiraglio Nobutake Kondō di assemblare una nuova squadra con le navi da guerra provenienti da Truk e le unità superstiti della formazione di Abe e ritentare l'attacco all'aeroporto il 15 novembre.
Nel frattempo, attorno alle 02:00 del 14 novembre, un incrociatore e un cacciatorpediniere provenienti da Rabaul al comando del viceammiraglio Mikawa cannoneggiarono la pista, ma inflissero danni contenuti e non distrussero che pochi velivoli. Mentre Mikawa faceva rotta a nord il contrammiraglio Tanaka, confidando che le distruzioni arrecate alla base fossero ingenti, iniziò a dirigersi verso Guadalcanal attraverso la "scanalatura": gli aerei di Henderson e dell'Enterprise attaccarono le navi di Mikawa e il convoglio, affondando l'incrociatore pesante Kinugasa e sette navi da trasporto; la maggior parte delle truppe fu comunque recuperata dai cacciatorpediniere di scorta e riportata nelle Shortland. Sopraggiunta la notte, Tanaka continuò la navigazione verso Guadalcanal, mentre la flotta di Kondō si avvicinava all'isola.

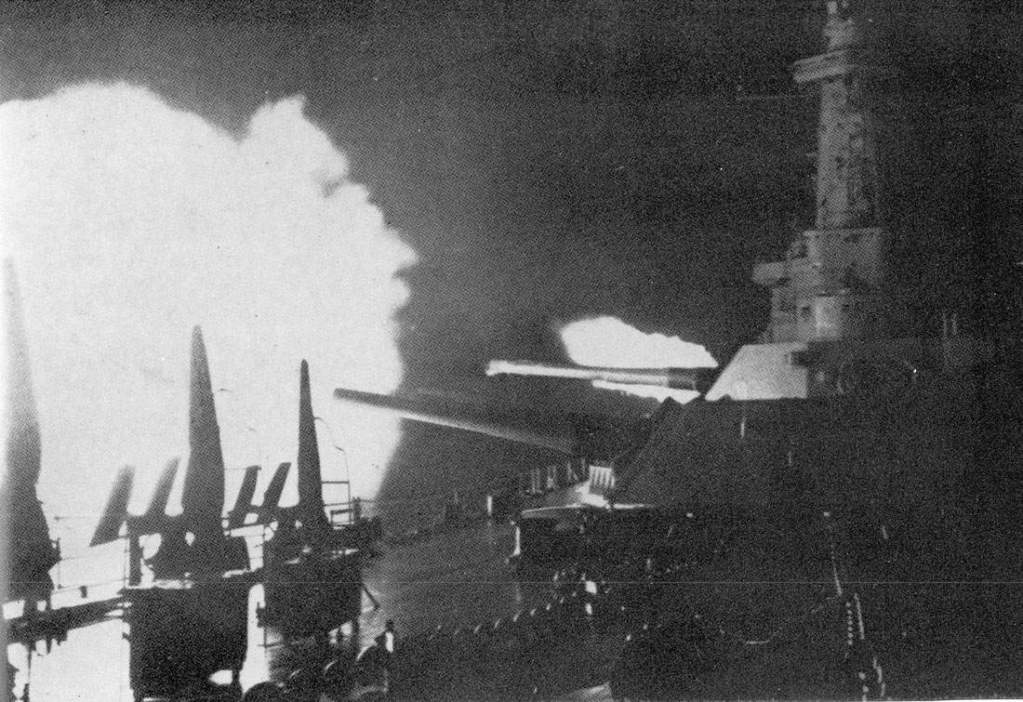
La nave da battaglia Washington apre il fuoco contro la corazzata giapponese Kirishima

Per intercettare la flotta di Kondō, l'ammiraglio Halsey distaccò le navi da battaglia USS Washington e USS South Dakota con quattro cacciatorpediniere prelevati dalla Task Force dell'Enterprise: la nuova squadra fu posta al comando del contrammiraglio Willis Lee che, imbarcatosi sulla Washington, raggiunse il tratto di mare tra Guadalcanal e Savo poco prima delle 23:00 del 14 novembre. Il gruppo navale giapponese, composto dalla corazzata Kirishima, da due incrociatori pesanti, due incrociatori leggeri e nove cacciatorpediniere, giunse poco dopo. Le unità nipponiche aprirono subito il fuoco scompaginando la formazione americana, che fu investita da uno sciame di siluri: i quattro cacciatorpediniere furono immediatamente affondati o messi fuori combattimento e un ordigno centrò la corazzata South Dakota che non poté reagire a causa di un'avaria all'impianto elettrico, cosa che indusse le navi giapponesi a concentrare il tiro su di essa. Tuttavia la Washington riuscì ad avvicinarsi senza essere notata e danneggiò gravemente la corazzata Kirishima, poi fece rotta a sud inseguita per un certo tratto dai giapponesi, mentre la South Dakota si allontanava dalla battaglia; dopo poco il viceammiraglio Kondō decise di ripiegare senza eseguire il bombardamento. Il cacciatorpediniere Ayanami fu affondato durante lo scontro e la Kirishima, ormai devastata, colò a picco nelle prime ore del 15 novembre.
Qualche ora più tardi, alle 04:00, le quattro navi da trasporto di Tanaka giunsero nei pressi del promontorio di Tassafaronga e i soldati iniziarono velocemente a scaricare i rifornimenti. Alle 05:55 gli aerei e l'artiglieria americana presero di mira i trasporti arenati sulla spiaggia e li distrussero assieme alla maggior parte del carico; solo circa 2 000-3 000 uomini riuscirono a sbarcare sull'isola. Questo nuovo fallimento costrinse il Giappone a cancellare l'offensiva pianificata per novembre, regalando agli Alleati un'importante vittoria strategica.
Il 26 novembre fu costituito a Rabaul l'8º Gruppo d'armate al comando del tenente generale Hitoshi Imamura, responsabile per le operazioni della 17ª Armata a Guadalcanal e della 18ª Armata del tenente generale Hatazō Adachi in Nuova Guinea. Il generale Imamura rese subito noto che avrebbe rinvigorito gli attacchi all'aeroporto Henderson ma l'offensiva condotta dal generale MacArthur in direzione di Buna, nella Nuova Guinea sud-orientale, rappresentò un serio pericolo per Rabaul ed egli decise di sospendere l'invio di ulteriori rinforzi a Guadalcanal per fronteggiare la difficile situazione in Nuova Guinea.

### I tentativi di rifornimento

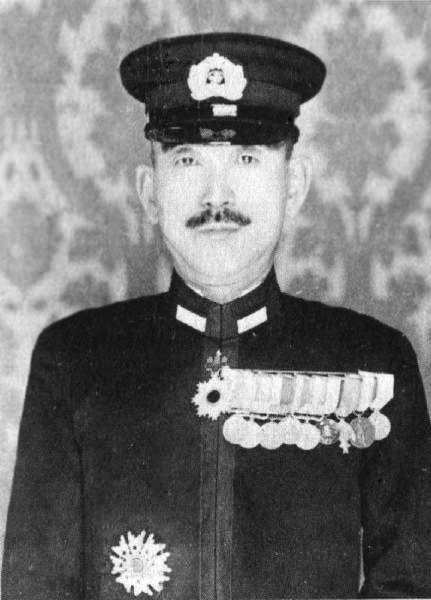
Il contrammiraglio Raizō Tanaka condusse le navi giapponesi nella battaglia di Tassafaronga

L'impero giapponese continuò a registrare notevoli impedimenti nel trasporto di uomini e materiali sull'isola e l'impiego dei sommergibili, nelle ultime due settimane di novembre, rappresentò solo un disperato espediente che soddisfece solo in minima parte il fabbisogno giornaliero della 17ª Armata. Il tentativo di stabilire delle basi intermedie sulle isole centrali delle Salomone e agevolare così l'invio dei convogli fu frustrato da numerose incursioni aeree alleate. Il 26 novembre il generale Hyakutake notificò al generale Imamura che il pericolo di una crisi dei rifornimenti alimentari si stava facendo reale: alcune unità in prima linea non avevano ricevuto cibo da sei giorni e anche le truppe di retroguardia avevano a disposizione un terzo delle razioni normali. La situazione costrinse i comandi giapponesi a impiegare nuovamente i cacciatorpediniere per inviare i rifornimenti.
Il personale dell'8ª Flotta ideò un modo per velocizzare lo scarico dei viveri e ridurre al minimo la sosta dei cacciatorpediniere nelle acque di Guadalcanal: grandi barili contenenti benzina od oli lubrificanti furono svuotati, ripuliti e riempiti di forniture mediche e cibo, poi uniti in gruppi con delle corde e caricati sulle navi; una volta giunti davanti alla costa, i cacciatorpediniere avrebbero compiuto una rapida virata e lanciato in mare i barili, che avevano all'interno aria a sufficienza per galleggiare. A questo punto una barca o un alcuni soldati sarebbero partiti da riva e avrebbero raccolto tutti i barili.
Il viceammiraglio Mikawa programmò la missione di rifornimento per la notte del 30 novembre e l'affidò alle unità del Tokyo Express, dandone il comando al contrammiraglio Tanaka. Egli aveva ai propri ordini otto cacciatorpediniere, di cui sei trasportavano tra i 200 e 240 barili ciascuna a spese delle munizioni per le armi di bordo. Allertato dalla decrittazione delle comunicazioni nipponiche e dal messaggio di una vedetta dei Coastwatchers, l'ammiraglio Halsey ordinò l'intercettazione alla nuova Task Force 67, costituita da cinque incrociatori e quattro cacciatorpediniere al comando del contrammiraglio Carleton Wright, cui si aggregarono nella giornata del 30 novembre due altri cacciatorpediniere.
Alle 22:40 Tanaka giunse da nord-ovest nei pressi di Guadalcanal e si preparò a scaricare i barili mentre il contrammiraglio Wright si avvicinava da sud-est. I cacciatorpediniere americani rilevarono le navi nemiche sul radar e un comandante chiese il permesso di lanciare i siluri, ma Wright esitò quattro minuti prima di concedere l'autorizzazione, volendo aspettare che le navi nipponiche si mettessero in posizione ottimale per il tiro. I siluri furono infine lanciati ma mancarono i bersagli; contemporaneamente gli incrociatori aprirono il fuoco e inflissero gravi danni al cacciatorpediniere Takanami. Tanaka, colto di sorpresa, reagì con decisione: annullò lo scarico dei barili, aumentò la velocità e virò verso nord-ovest, ordinando durante la manovra il lancio individuale: in totale furono sparati quarantaquattro siluri. Gli ordigni affondarono l'incrociatore pesante USS Northampton e devastarono l'USS Minneapolis, l'USS New Orleans e l'USS Pensacola. La squadra di Tanaka riuscì ad allontanarsi, abbandonando il devastato Takanami e senza portare a compimento la missione.
Al 7 dicembre le forze giapponesi a Guadalcanal, complice anche il fallimento di Tanaka, perdevano circa cinquanta uomini al giorno per malnutrizione, malattie e operazioni militari. Il contrammiraglio Tanaka fece ulteriori tentativi per portare cibo e medicine il 3, il 7 e l'11 dicembre che andarono a vuoto e perse anche un cacciatorpediniere, affondato da un siluro.

### Le ultime battaglie
Il 12 dicembre lo stato maggiore generale della marina giapponese propose l'abbandono di Guadalcanal e contemporaneamente diversi ufficiali dell'esercito notificarono al quartier generale imperiale che era impossibile compiere ulteriori sforzi per riprendere l'isola. Una delegazione guidata dal colonnello Joichirō Sanada, a capo delle operazioni del settore, visitò la base di Rabaul il 19 dicembre e si consultò con il generale Imamura e il suo stato maggiore: al ritorno della delegazione a Tokyo, il colonnello Sanada raccomandò l'abbandono di Guadalcanal. I capi del quartier generale imperiale si dissero infine d'accordo e il 26 dicembre ordinarono di iniziare il ritiro, di costituire una nuova linea di difesa nelle Salomone centrali e di reindirizzare risorse e rinforzi al fronte in Nuova Guinea.
Il 28 dicembre il capo di stato maggiore generale dell'esercito Hajime Sugiyama e il suo omologo della marina, ammiraglio Osami Nagano, informarono personalmente l'imperatore Hirohito della decisione di ritirarsi da Guadalcanal, cui il sovrano acconsentì formalmente tre giorni dopo. I comandi giapponesi nel Pacifico meridionale prepararono un piano di evacuazione, chiamato operazione Ke, da attivare negli ultimi giorni del gennaio 1943.

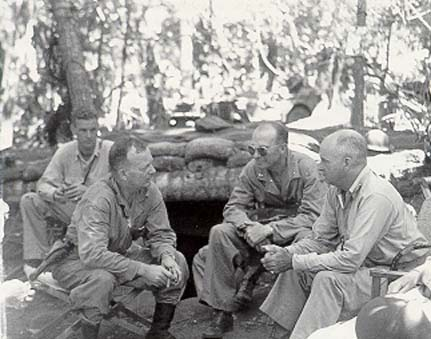
Il maggior generale Alexander Patch (al centro) succedette al parigrado Vandegrift (a destra) il 9 dicembre 1942

Nel frattempo gli Stati Uniti avevano proceduto ad alcuni cambiamenti nel proprio schieramento. A dicembre la 1ª Divisione marine fu gradualmente ritirata e nel corso del mese successivo le operazioni passarono al XIV Corpo d'armata del maggior generale Alexander Patch, composto dalla 2ª Divisione marine e dalla 25ª Divisione fanteria dell'esercito; il generale Patch sostituì il parigrado Vandegrift al comando delle forze alleate a Guadalcanal, che a gennaio 1943 contavano oltre 50 000 uomini. A tali effettivi si aggiunsero il 132º e 182º Reggimento, il quartier generale e varie unità minori di artiglieria e genio della Divisione Americal, che si riunivano al 164º Reggimento giunto sull'isola il 13 ottobre.
Il 18 dicembre le forze alleate iniziarono ad attaccare le posizioni giapponesi sul monte Austen (a sud-sud-est dell'aeroporto) tra le quali una, detta "Gifu" e pesantemente fortificata, oppose grande resistenza e costrinse ad arrestare temporaneamente l'offensiva il 4 gennaio 1943. L'assalto al monte Austen riprese il 10 gennaio e si estese a due crinali vicini chiamati "Seahorse" e "Galloping Horse": la dura battaglia ebbe termine il 23 gennaio con la cattura di tutti gli obiettivi. Contemporaneamente a tale spinta verso l'entroterra, i marine erano avanzati lungo la costa settentrionale dell'isola verso ovest. Nel complesso la duplice offensiva era costata a marine ed esercito 250 soldati, mentre la 17ª Armata aveva perso circa 3 000 uomini.

### La fine della campagna
Il 14 gennaio un viaggio del Tokyo Express raggiunse Guadalcanal e sbarcò un battaglione che doveva fungere da retroguardia per proteggere l'evacuazione, denominata in codice operazione Ke; un ufficiale aveva accompagnato le truppe da Rabaul per notificare al generale Hyakutake l'ordine di ritirarsi. Contemporaneamente le navi da guerra giapponesi e gruppi aerei iniziarono a portarsi in posizione attorno a Rabaul e all'isola di Bougainville secondo le direttive del piano: le ricognizioni aeree e le intercettazioni alleate rilevarono i movimenti della flotta, ma l'ammiraglio Halsey e il generale Harmon li interpretarono come i preparativi per un nuovo tentativo di riconquistare Guadalcanal.

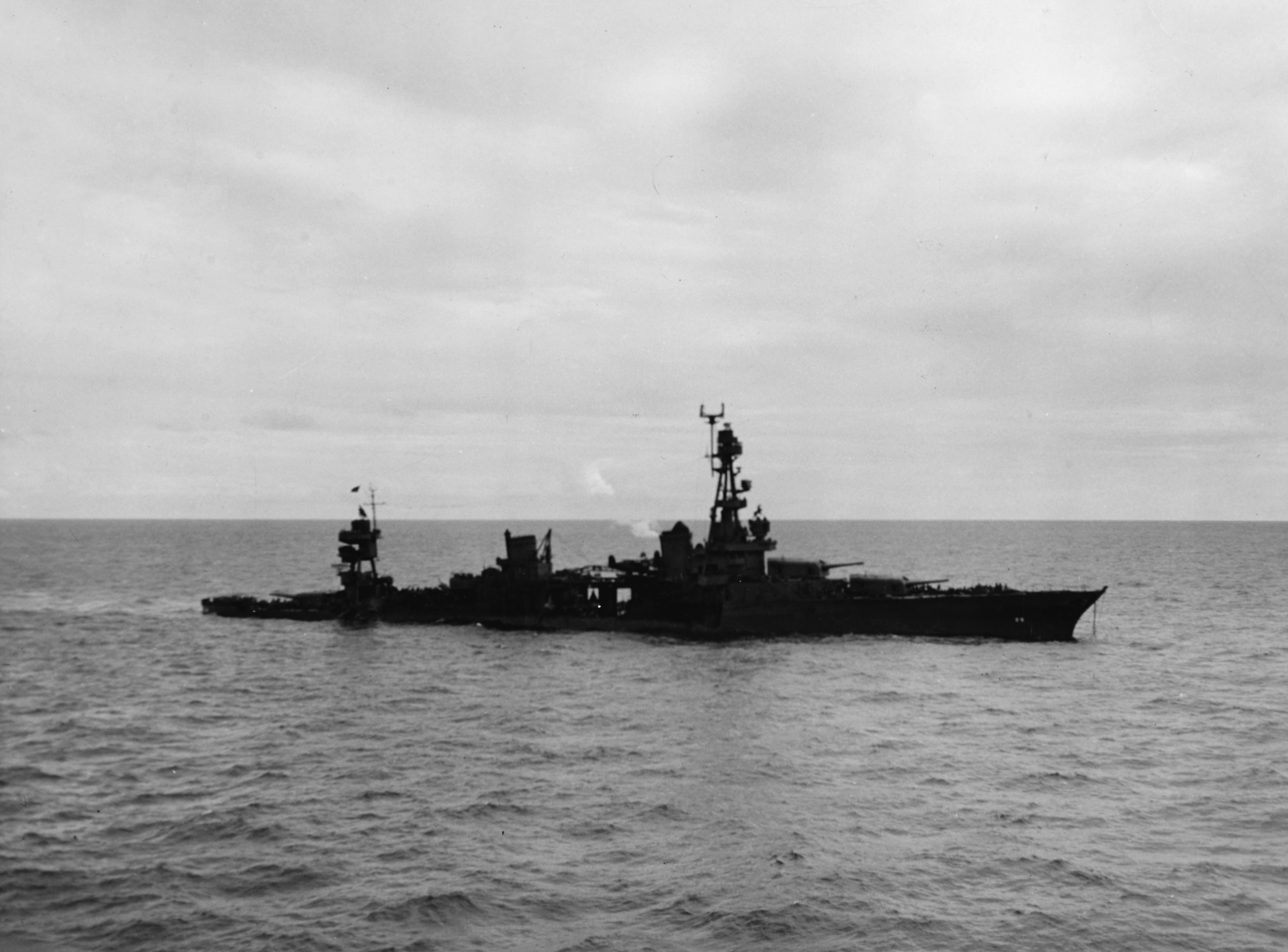
L'incrociatore pesante Chicago affonda, gravemente danneggiato dai bombardieri giapponesi

Il generale Patch, avvertito di un'imminente offensiva, inviò solo una parte relativamente piccola delle proprie unità a mantenere una pressione costante sulle forze giapponesi a ovest della testa di ponte; il 29 gennaio Halsey organizzò un convoglio di rifornimento per Guadalcanal scortato da una squadra di incrociatori, sempre nell'ottica di dover contrastare una probabile operazione combinata giapponese. La formazione navale fu avvistata quel pomeriggio dai ricognitori aerei nipponici e attaccata a sera da due ondate di bombardieri, che danneggiarono gravemente l'incrociatore pesante USS Chicago. La nave fu presa a rimorchio e lo sbandamento fu annullato, ma il pomeriggio del 30 gennaio un gruppo di aerosiluranti riuscì ad affondarla. Halsey ordinò al resto della Task Force di tornare alla base e pose il resto delle forze navali nel mar dei Coralli a sud di Guadalcanal, pronte a controbattere l'attesa offensiva giapponese.
Nel frattempo la 17ª Armata si era ritirata verso la costa occidentale dell'isola coperta dalle unità di retroguardia. Nella notte del 1º febbraio l'operazione Ke prese avvio: i venti cacciatorpediniere della 3ª Squadriglia, assegnata da poco all'8ª Flotta e al comando del contrammiraglio Shintarō Hashimoto, raccolsero con successo 4 935 soldati, quasi tutti appartenenti alla 38ª Divisione; gli aerei della base Henderson intervennero con diverse incursioni aeree e riuscirono ad affondare il Makigumo; quella stessa mattina, invece, bombardieri in picchiata giapponesi avevano affondato il cacciatorpediniere USS De Haven.
Nelle notti del 4 e del 7 febbraio 1943 Hashimoto completò l'evacuazione del resto delle forze giapponesi da Guadalcanal: la marina imperiale era riuscita a trarre in salvo 10 652 soldati. A parte alcuni attacchi aerei gli Alleati, ancora convinti che presto si sarebbe scatenato un grande attacco giapponese, non tentarono di bloccare le operazioni di salvataggio di Hashimoto, peraltro scambiate per missioni di rifornimento e sbarco. Il 9 febbraio il generale Patch capì che i giapponesi si erano ritirati e dichiarò la conquista di Guadalcanal, ponendo fine alla campagna.

## Bilancio e conseguenze

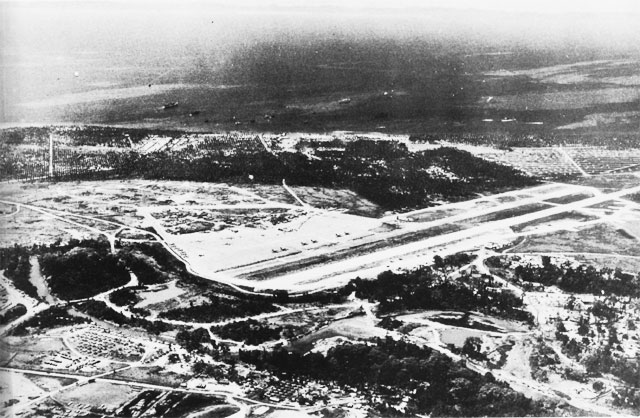
L'aeroporto di Henderson nell'agosto 1944

Finita la lunga ed estenuante lotta durata sei mesi, le strutture di Guadalcanal e Tulagi furono ampliate e si trasformarono in due grandi bastioni che avrebbero efficacemente supportato l'avanzata attraverso le Salomone. Su Guadalcanal furono costruite altre due piste a Punta Lunga e una terza dedicata ai bombardieri fu installata a Punta Koli; furono inoltre edificati ampi accampamenti, caserme e baraccamenti per accogliere le truppe necessarie a proseguire le operazioni nell'arcipelago. La zona attorno a Tulagi divenne una base avanzata di primaria importanza per le navi alleate impegnate nella riconquista delle isole Salomone. Entrambe le isole furono dotate di adeguate strutture portuali e logistiche.
La battaglia delle Midway del giugno 1942 è da molti - seppur non unanimemente - considerata come il punto di svolta della guerra del Pacifico perché fu una vittoria navale di portata strategica che arrestò l'espansione verso est del Giappone e la minaccia alle Hawaii. Tuttavia l'impero nipponico aveva continuato a espandersi nel Pacifico meridionale, anche se non fulmineamente come nei primi mesi di guerra, e la sua spinta fu arrestata solo alla fine dell'estate del 1942: nella Nuova Guinea sud-orientale reparti australiani fermarono e distrussero un contingente delle forze da sbarco speciali giapponesi nella battaglia della baia di Milne tra il 25 agosto e il 7 settembre, infliggendo al Giappone la prima grave sconfitta terrestre del conflitto. Al contempo i combattimenti a Guadalcanal crebbero d'intensità e nonostante il massiccio invio di uomini e mezzi, negli ultimi mesi del 1942 fu chiaro che per il Giappone la campagna era ormai perduta.

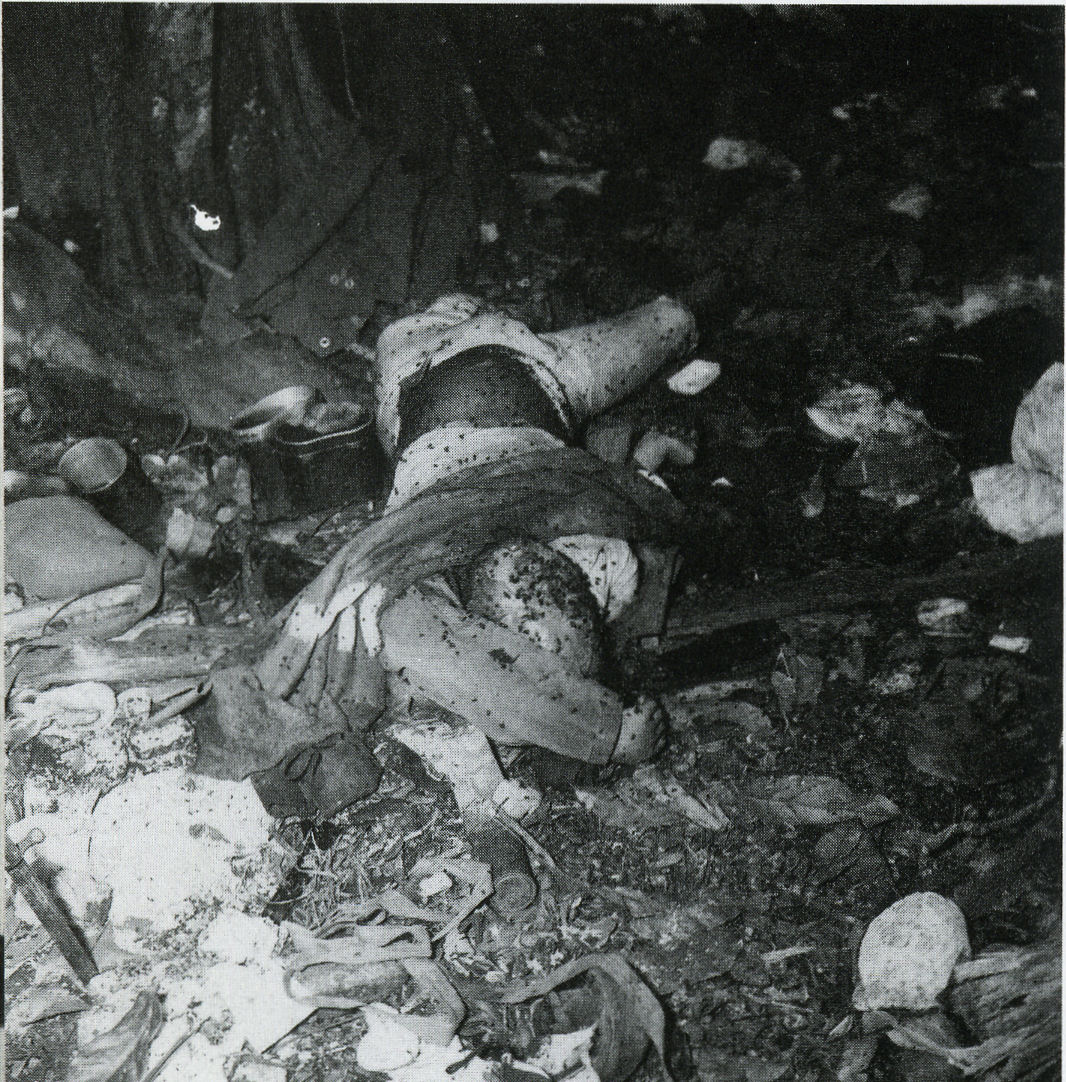
Uno dei soldati giapponesi morti a Guadalcanal negli ultimi scontri del monte Austen, nel gennaio 1943

La campagna ebbe un alto costo per il Giappone in termini di materiali e uomini: furono uccisi circa 25 000 soldati e il dragaggio di risorse volto a distruggere la forza di spedizione alleata compromise gli sforzi in Nuova Guinea; la marina fu privata di ventiquattro unità moderne e circa 600 velivoli furono distrutti. Ma la perdita più grave era rappresentata dagli equipaggi veterani periti con le navi e dai piloti ben addestrati abbattuti (in particolare membri dell'aviazione navale) che non fu possibile reintegrare in breve tempo, lasciando al fronte per lunghi mesi reclute inesperte. Da un punto di vista strategico, il Giappone perse il controllo delle Isole Salomone meridionali e con esse la possibilità di continuare la marcia verso sud e colpire o bloccare le linee di comunicazione tra gli Stati Uniti e l'Australia; inoltre il ritiro da Guadalcanal e poi dalle isole centrali (Nuova Georgia, Kolombangara, Vella Lavella) pose Rabaul nel raggio dell'aviazione alleata basata a terra, ben presto coadiuvata dalle portaerei dell'ammiraglio Halsey.
Quella di Guadalcanal fu una delle prime vaste campagne sul fronte del Pacifico e una battaglia di attrito che mise duramente alla prova le capacità logistiche di entrambe le parti: gli Stati Uniti puntarono sullo sviluppo di un saldo sistema di trasporti aerei mentre l'impero giapponese, con una superiorità aerea decisamente precaria, dovette affidare il rifornimento delle unità a chiatte motorizzate, cacciatorpediniere e sommergibili, ottenendo risultati modesti. All'inizio della campagna gli Stati Uniti non poterono schierare che limitate forze terrestri e aeronavali, a causa della priorità data dal governo Roosevelt alla sconfitta della Germania nazista e anche della scarsa produzione bellica. La marina americana in particolare, che per la prima parte della campagna poté beneficiare di pochi ricambi, soffrì così tante perdite che per anni rifiutò di pubblicare il numero totale delle vittime. Tuttavia, mentre la battaglia continuava e l'opinione pubblica era via via informata degli avvenimenti legati a Guadalcanal, al settore furono destinate forze sempre più ampie. Gli sforzi del Giappone furono invece ostacolati dal suo apparato militare-industriale, relativamente giovane e incapace di garantire una vasta fabbricazione seriale di armamenti, come era in grado di fare l'industria statunitense: quindi col procedere della campagna l'impero nipponico accusò perdite continue che solo in minima parte poté ripianare, mentre gli Stati Uniti dopo alcune difficoltà riuscirono sempre a rimpiazzare le attrezzature distrutte e gli uomini uccisi; addirittura nella parte finale della campagna aumentarono il numero di unità gettate in battaglia.

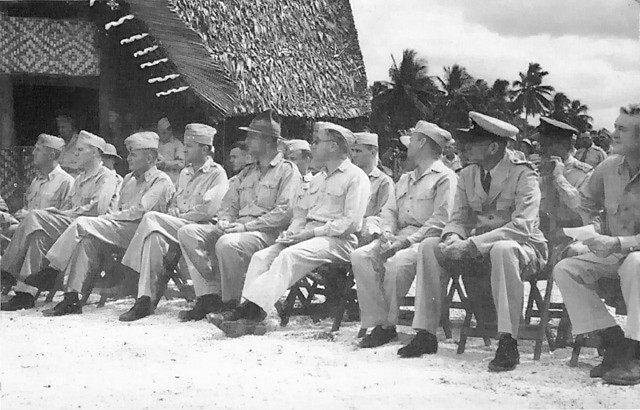
I comandanti alleati si radunano a Guadalcanal nell'agosto 1943 per pianificare l'avanzata nelle isole Salomone settentrionali (operazione Cartwheel)

Dopo la campagna il Giappone dovette assumere un contegno difensivo prima di quanto fosse stato previsto su tutto il fronte del Pacifico: infatti in quei sei mesi l'essenziale delle riserve nipponiche era stato utilizzato a Guadalcanal a scapito di altri teatri bellici; un indebolimento che permise al generale MacArthur di guidare all'inizio del 1943 una vittoriosa controffensiva in Nuova Guinea e catturare le basi di Buna e Gona, mettendo in sicurezza la parte sud-orientale dell'isola. Gli Alleati riuscirono a guadagnare un'iniziativa strategica che non venne più contrastata e il 30 giugno lanciarono l'operazione Cartwheel che, in parte rivista ad agosto, formalizzò la strategia dell'isolamento di Rabaul e del taglio delle linee di comunicazioni marittime. L'operazione coordinò le due avanzate attraverso le Salomone e in Nuova Guinea, che culminò nel febbraio 1944 con la distruzione della piazzaforte giapponese; in contemporanea l'ammiraglio Nimitz aveva diretto l'attacco da est al Giappone. Entrambe le spinte offensive sfruttarono la strategia del "salto della rana", secondo la quale venivano occupate solo le posizioni più importanti grazie alle grandi forze anfibie statunitensi, oltrepassando le altre: il generale MacArthur e l'ammiraglio Nimitz poterono così progredire rapidamente verso le isole metropolitane del Giappone.
Diversi leader politici e militari giapponesi, tra cui Naoki Hoshino, Osami Nagano e Torashirō Kawabe affermarono dopo la fine della guerra che Guadalcanal fu il punto di svolta decisivo nel conflitto. Il generale Kawabe disse: "Il punto di svolta [della guerra], quando le azioni positive cessarono o diventarono addirittura negative, fu, penso, Guadalcanal".